# Charles Blanche
Pour les articles homonymes, voir Blanche.
Charles Victor Blanche est un architecte français né le 20 octobre 1863 à Paris et mort le 7 septembre 1937 à Blesmes,.

## Biographie

### Formation
Il fut l'élève de Gustave Raulin à l'école des Beaux-Arts de Paris (diplômé en 1891), sans doute aux côtés d'Hector Guimard, avec qui il collabora par la suite.
Il a réalisé plus de 130 immeubles à Paris, plusieurs hôtels particuliers et a participé à la reconstitution du temple d'Angkor. Son style mêle plusieurs influences (Art nouveau, Art déco). 

### Bow-windows
Au début de sa carrière, vers 1895-1910, il réalise plusieurs immeubles caractérisé par la présence d'ensembles de bow-windows (ou « oriel ») supportés par des « potelets de fonte armée passant devant la fenêtre du premier étage »
À partir des années 1880, l'architecture parisienne prend en effet très progressivement ses distances avec la rigueur des règles haussmanniennes. L'immeuble tend à s'individualiser par rapport à ses voisins. Charles Blanche s'inscrit dans ces évolutions d'abord timides et discrètes qui tendent à onduler de plus en plus les façades des immeubles, en les ornant de bow-windows, et ce dès ses premières réalisations. Ces grandes baies vitrées construites en saillie sont lointainement héritées des encorbellements et autres échauguettes qui étaient utilisés comme des éléments défensifs dans l'architecture gothique. Elles sont remises à l'honneur par l'architecture pittoresque anglaise et apparaissent à Paris sous le Second Empire à travers les grands hôtels aristocratiques et leurs jardins d'hiver. Sous Haussmann, la construction d'éléments en saillie est interdite, et les bow-windows font d'abord leur apparition sous la forme de structures en métal ou en bois censées pouvoir être démontées. Mais le règlement d'urbanisme de 1893 les autorise et la pierre fait ainsi son apparition.
Entre 1895 et 1900, Charles Blanche réalise ses premiers immeubles avec bow-windows. Malgré le nouveau règlement d'urbanisme, il continue d'utiliser le bois pour la structure des baies, ce qui garantit une surface vitrée plus grande que si celle-ci était en pierre. Dès 1895, les bow-windows du 71, boulevard Ornano prennent une forme en demi-hexagone avec des ornements en brique, qu'il réemploiera ensuite de nombreuses fois.
À partir de 1900 et de l'immeuble du 102, rue de Belleville, il remplace les consoles en pierre qui soutiennent les baies au premier étage, par des potelets en fonte qu’il semble avoir lui-même élaborés. Dans sa « Causerie », publiée dans la revue L'Architecture (1906), Louis-Charles Boileau s'en fait l'écho en évoquant deux immeubles quasiment identiques, le 109, rue de Sèvres et le 210, rue du Faubourg Saint-Denis, tous deux construits en 1901 pour le compte du même propriétaire : « Le fragment de la vue générale de l'édifice et les détails que je tiens de l'obligeance de l'architecte, M. Blanche, indiquent bien le but de l'objet. Soit une vitrerie en avancée sur un plan de demi-hexagone amorcée à l'entresol par un même motif de moindre saillie. Celui-ci comporte des montants d'angle en fer industriel agrémentés par des expressions décoratives de même nature ». Louis-Charles Boileau remarque que le plan des appartements apparaît en regardant la façade, à savoir un balcon pour le salon et un « window » pour la salle à manger, et souligne « l'ingéniosité » de cette construction, qui mérite qu'il « perde volontiers quelques minutes à savourer le charme de cette œuvre d'art ».
- 109, rue de Sèvres.
- Potelets en fonte utilisés comme supports des bow-windows.

Blanche fournit au journaliste le dessin de ces supports métalliques qui soutiennent les bow-windows, qu'il a utilisés dans la construction de plusieurs immeubles. L'usage du métal est plutôt rare sur les façades des immeubles privés et ce type de supports métalliques pour soutenir les encorbellements semblent avoir été conçus par Blanche lui-même. Certes Viollet-le-Duc dans son célèbre dessin d'une Maison de fer avait promu l'usage du métal pour les façades des habitations privées, mais c'est plutôt l'architecture publique, industrielle et commerciale qui l'utilisera (Halles de Baltard, Magasin 2 de la Samaritaine par Jourdain, etc.). On peut toutefois noter l'exemple de la Cité Argentine de Sauvage (1904). En Belgique l'usage du métal, notamment pour les supports des bow-windows, est en revanche plus répandu (voir par exemple les réalisations de Victor Horta telle la Maison Horta, construite entre 1898 et 1901).
Dans l'article cité ci-dessus, le journaliste compare les bow-windows à un immeuble construit par Emmanuel Brun (1864-1948, élève de Julien Guadet) au 1, rue Rousselet, construit en 1905, dans lequel on retrouve en effet les mêmes bow-windows en demi-hexagone, avec un motif en brique et des ferronneries similaires, mais avec support en pierre. L'immeuble du 1, rue Rousselet est constitué de petits appartements et est destiné à des revenus plus modestes. On retrouve la même structure au 6, rue Louis-Morard (1908), mais les supports ont été remplacés par un petit bow-window au premier étage. Né en 1864, un an après Charles Blanche, et entré à l’École des Beaux-Arts en 1883, un an après Blanche, Emmanuel Brun s'inscrit dans le courant Art nouveau et dans la filiation d'Hector Guimard, dont il a réemployé les céramiques dans ses réalisations.

### Hôtel Nozal

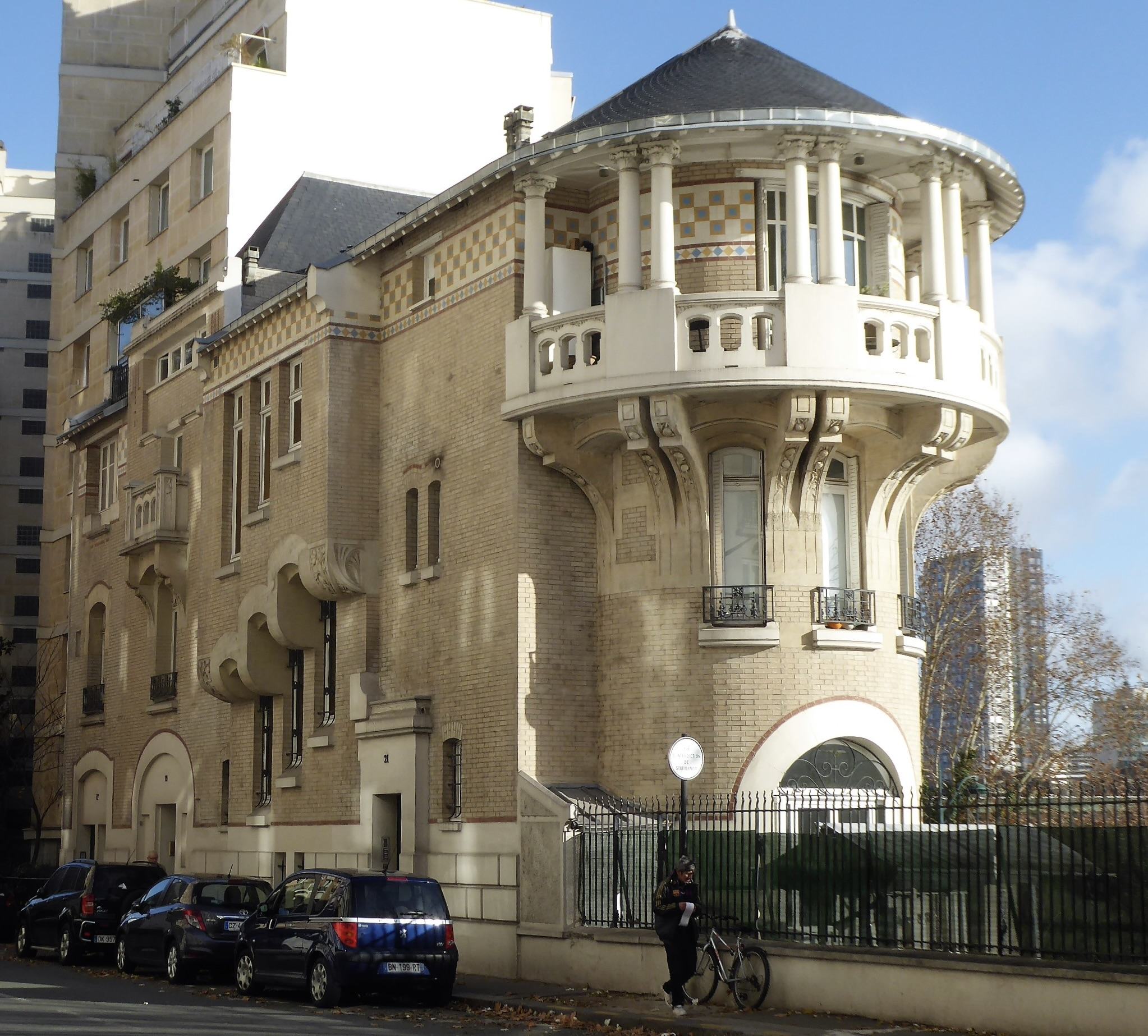
Hôtel Nozal.

En 1911, Charles Blanche construit l’hôtel Nozal, situé au 17-21, quai Louis-Blériot, commandé par l'industriel Léon Nozal, ami et mécène d'Hector Guimard, pour son frère le peintre Alexandre Nozal. Il reprend certains éléments du Guimard des débuts, de l'hôtel Roszé (1891) et de l'hôtel Jassedé (1893, voir l'usage de la brique, les fenêtres éclairant l'escalier). D'inspiration néo-gothique, il s'inscrit dans ce courant « caractérisé par le goût de la maçonnerie rustique, de la polychromie résultant de l'assortiment de matériaux divers (brique, pierre, bois, poutrelles de fer), par la recherche pittoresque dans la variété morphologique des ouvertures répondant à la donnée fonctionnelle ». Son originalité réside surtout dans « l'arrondi de la "proue" de l'édifice, orientée au sud-ouest, dominée par une vaste loggia en surplomb à doubles colonnettes, dont la rotonde abritait l'atelier d'Alexandre Nozal ».

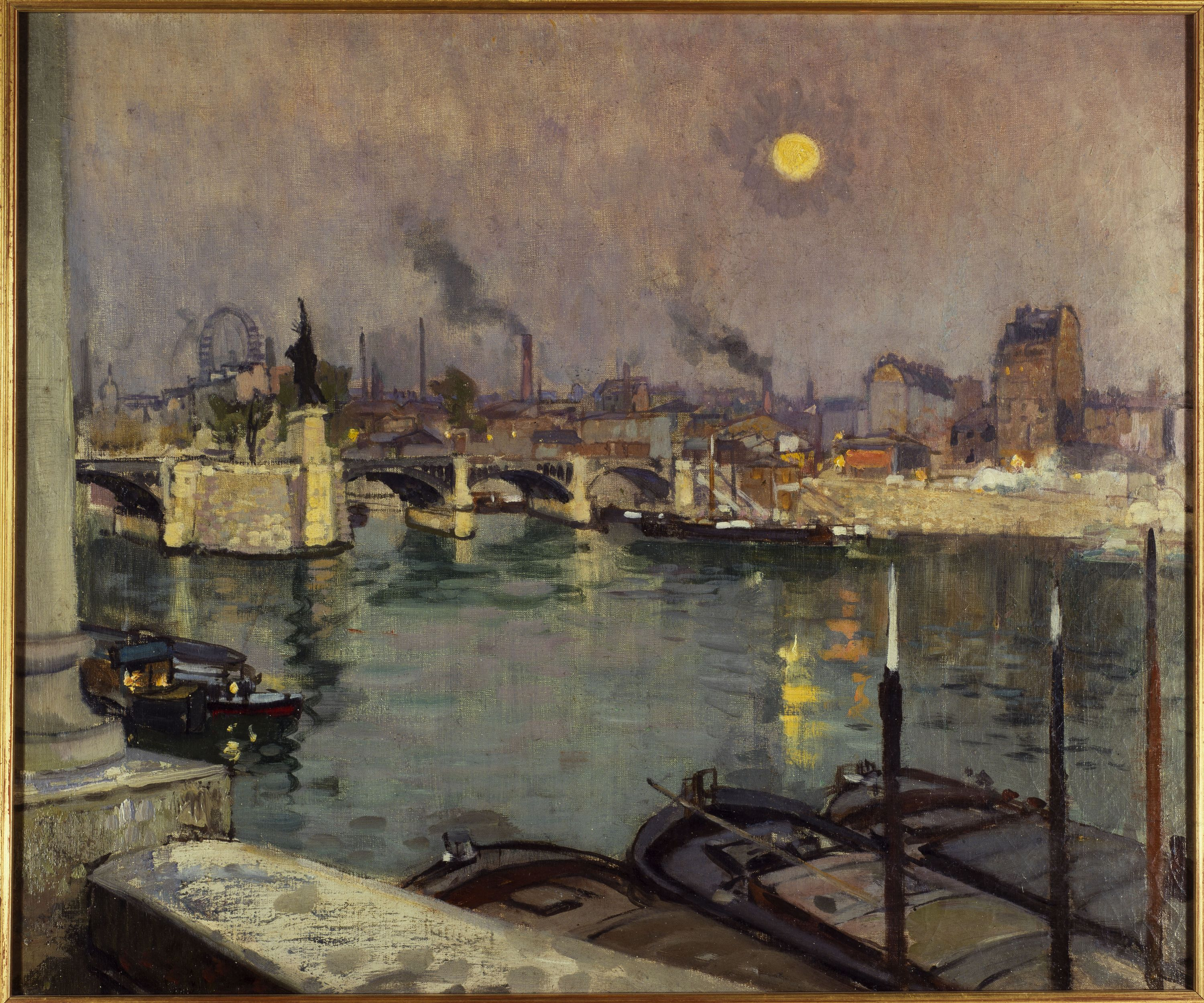
Alexandre Nozal - Le Pont de Grenelle, vu de l'atelier de l'artiste au premier étage de l'hôtel Nozal.

L'hôtel Nozal est cité dans les Maisons les plus remarquables construites à Paris de 1905 à 1914, ouvrage dans lequel sont publiés les plans.
Grâce à l'installation d'un ascenseur, l'ordre classique des pièces est inversé : les chambres se trouvent au premier étage, tandis que l'atelier et les pièces de réception se trouvent au deuxième étage.
En 1899, déjà pour le compte de Léon Nozal, Charles Blanche avait mis en œuvre l'agrandissement des magasins Nozal du quai de Passy ; en 1911, il conçoit un projet de reconstruction du siège, jamais réalisé. L'ensemble, qui était situé en contrebas du lieu choisi pour construire la Maison de la Radio, a sans doute été détruit au moment de la construction des voies sur berge.

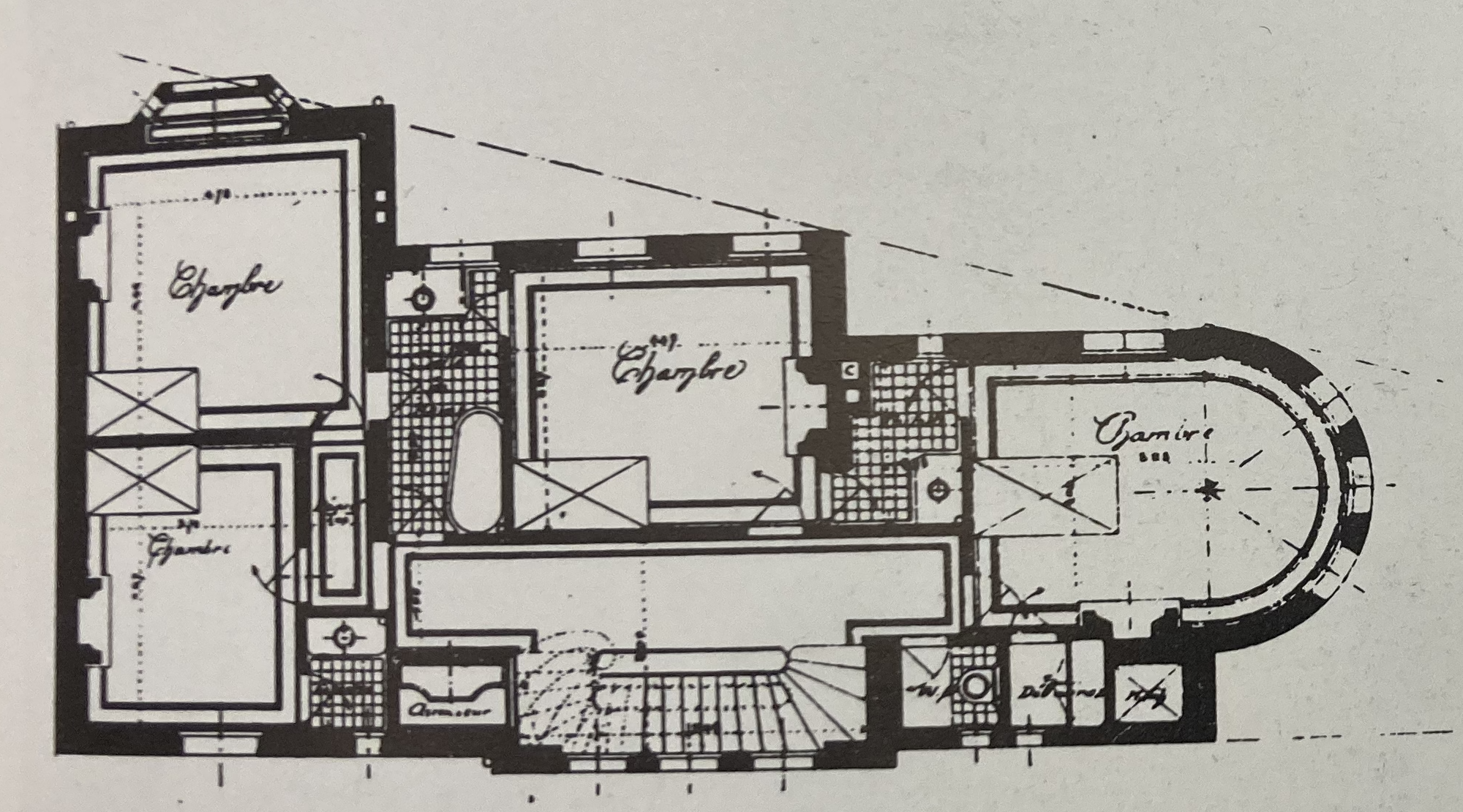
Hotel Nozal, plan du 1er étage.
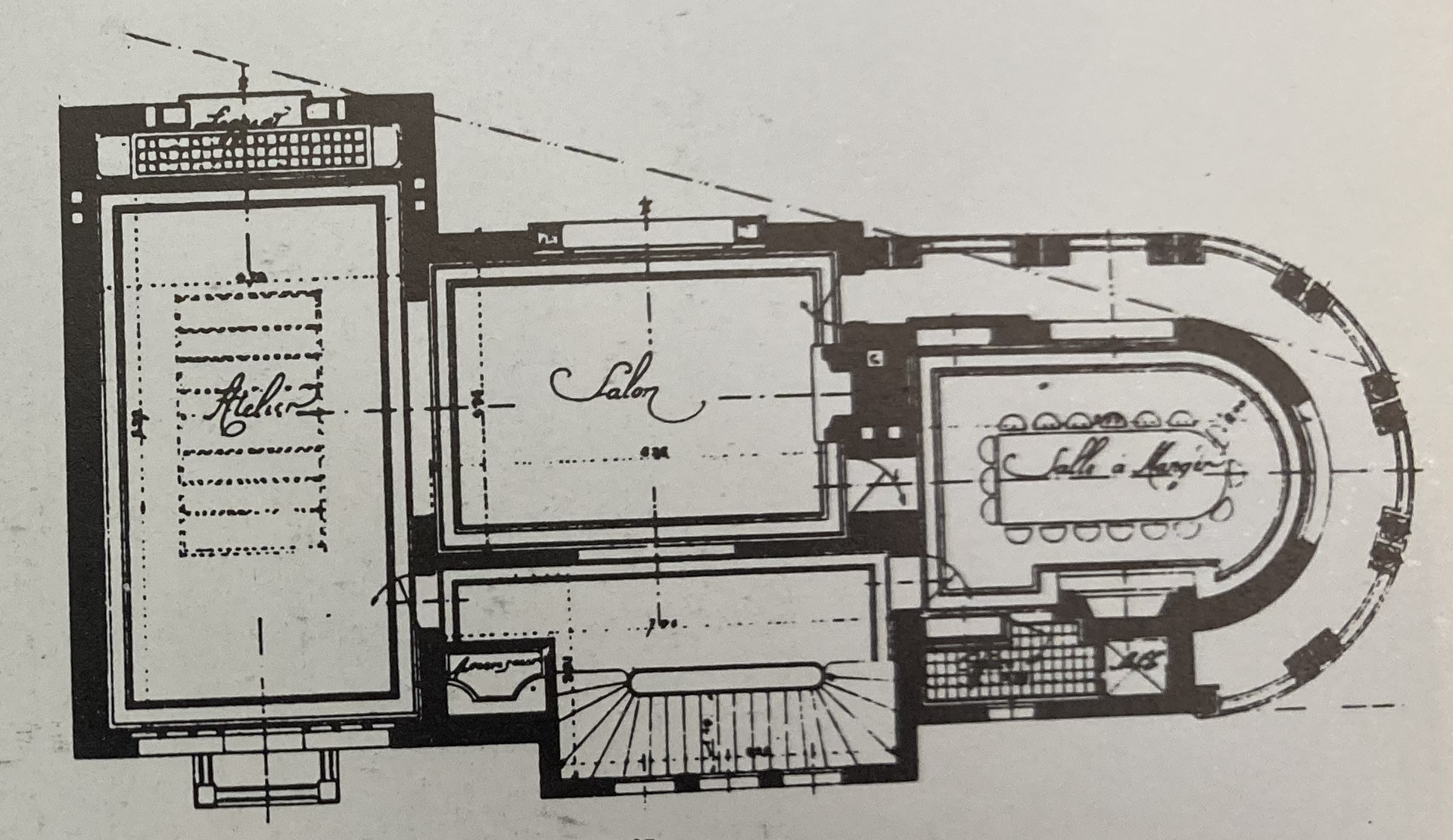
Hotel Nozal, plan du 2e étage.

### Le temple d'Angkor
En 1925, Charles Blanche est chargé de l'exécution du Pavillon de l'Asie française, dessiné par Auguste Delaval.

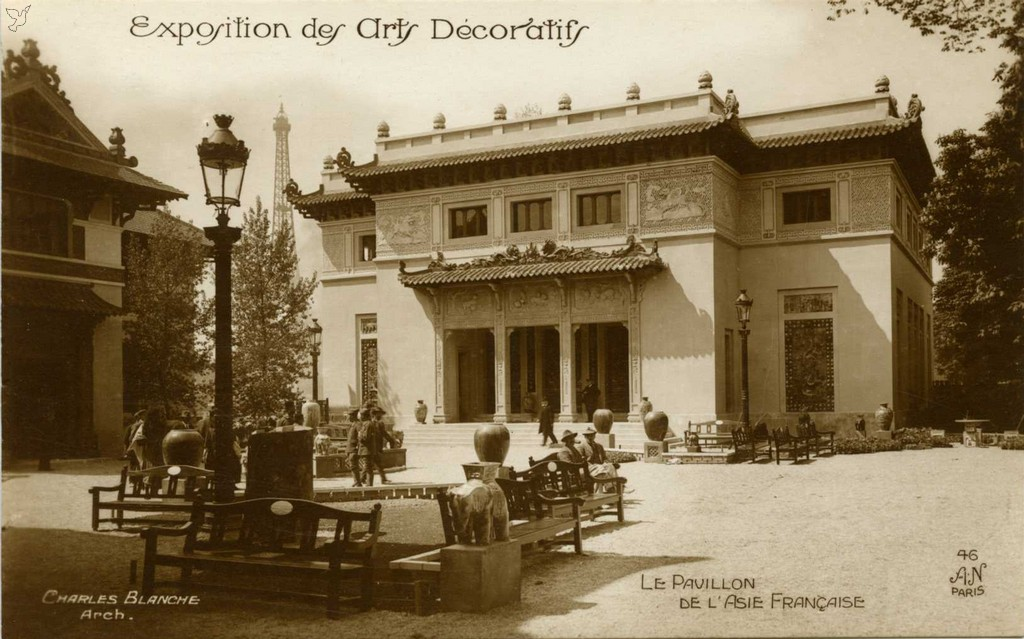
Pavillon de l'Asie Française, exposition internationale des Arts décoratifs, 1925.

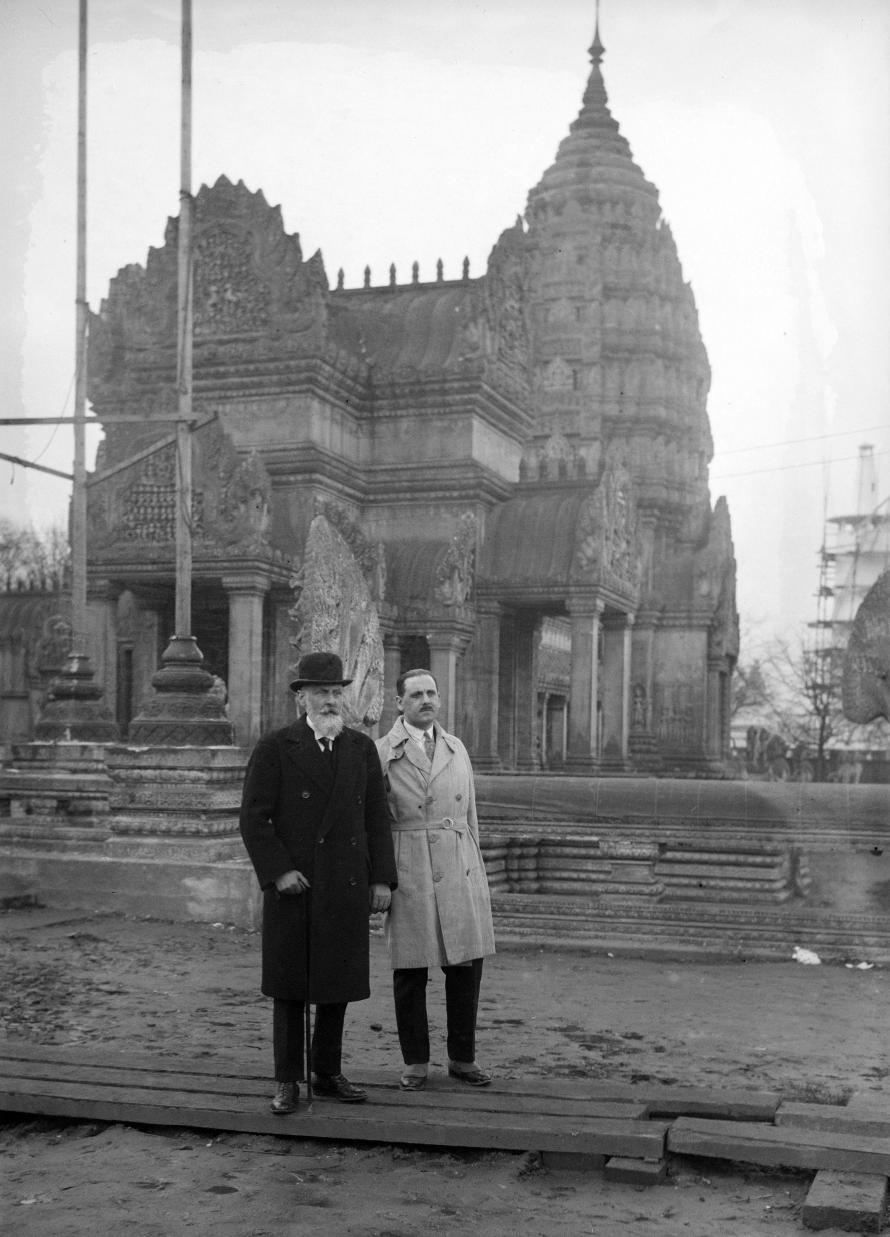
Charles et Gabriel Blanche, architectes de la reconstitution d'Angkor Vat.

À la suite de cette première expérience il est chargé de l'ensemble de la section de l'Indochine pour l'Exposition coloniale internationale de 1931 et se fait assister par son fils. Il s'occupe de la construction de plusieurs pavillons et, surtout, de la reconstitution, à l'échelle, du temple d'Angkor Vat. Ce dernier est le « clou » de l'Exposition, et "une des causes triomphales de sa réussite", comme le remarque le journaliste de La Croix. Sa façade s'étend sur 114 mètres de large et 57 mètres de haut. Sur une structure en bois sont accrochés des milliers de "moulures" en staff, réalisés notamment à partir de moulages réalisés sur place, puis reproduits et patinés. L'édifice abrite derrières sa façade un musée sur plusieurs niveaux et est éclairé la nuit. Beaucoup d'articles sont consacrés à cette reconstitution, tant dans la presse professionnelle (La Construction moderne, n° 31, 46, 47, L'Architecture, n°°44.10) que dans la presse grand public (L'Illustration, 22 août 1931). Des produits dérivés (affiches, médaille, cendrier, etc.) à l'effigie du temple reconstitué sont vendus, des publicités pour des vêtements et des réfrigérateurs utilisent sa silhouette.
L'Exposition coloniale internationale vise certes à faire connaitre l'art et l'artisanat des colonies, mais aussi à vanter les mérites de la colonisation. Dans ce double objectif la reconstitution du temple d'Angkor occupe une place particulière puisqu'on prétend que les Français ont "sauvé" de la ruine et de la disparition le temple original par l'action des archéologues envoyés dès le 19e siècle (voir l'étude très détaillée de Michael Falser qui a retrouvé les plans et rapports de Blanche préparant l'exposition).

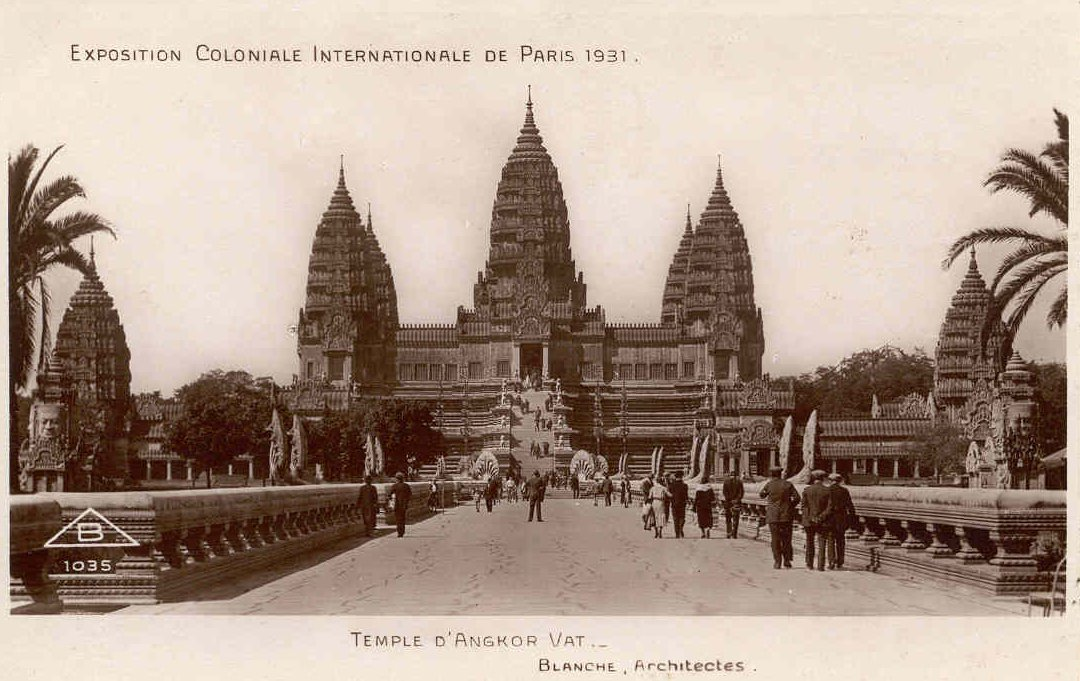
Exposition internationale de 1931, reconstitution du temple d'Angkor Vat.
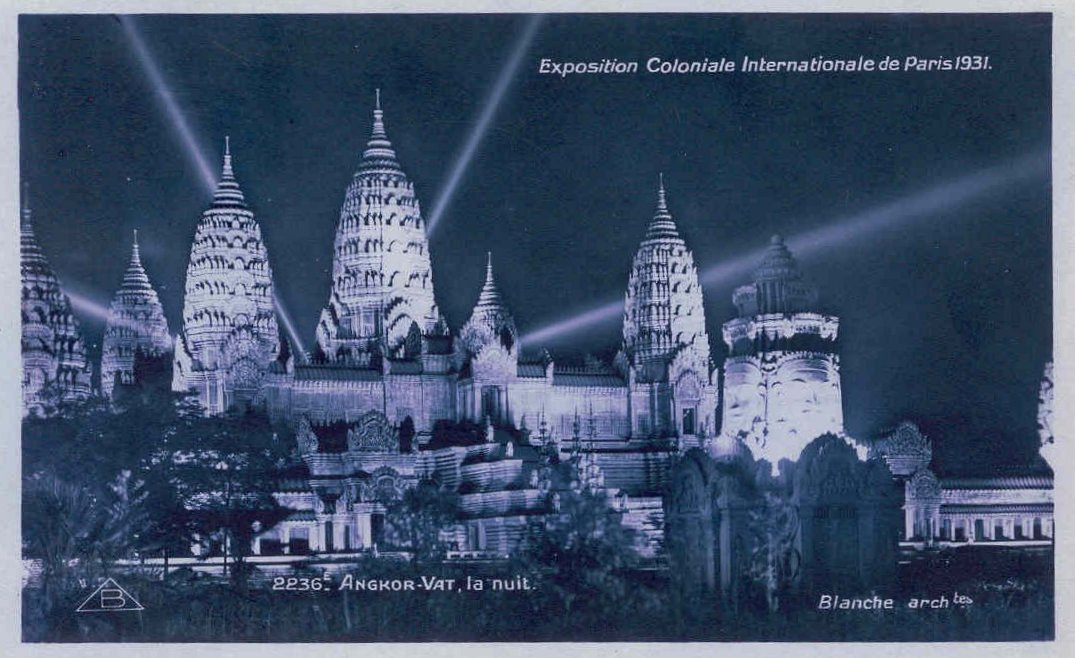
Exposition internationale de 1931, reconstitution du temple d'Angkor Vat, la nuit.

### Appartements et studios de luxe Art déco
Entre 1935 et 1937, Charles Blanche, en collaboration avec son fils Gabriel, réalise quatre immeubles de style Art déco dont la presse spécialisée se fait l'écho.

## Réalisations
- 1895 : 71, boulevard Ornano, à Paris (18e) ;
- 1897 : ajout d'un atelier d'artiste au 75, rue des Vignes, à Paris (16e). Le peintre Louis Anquetin s'y installe à partir de 1906. L'atelier a été détruit lors d'une restructuration de l'immeuble[21] ;
- 1897 : 10, avenue Ingres / 35, boulevard Suchet, à Paris (16e). Lieu de résidence de Charles Blanche. Son fils Gabriel y naît en 1898 ;
- 1896 : 151, rue de Charonne, à Paris (11e) ;
- 1899 : 33, avenue de Versailles, à Paris (16e) ;
- 1899 : 18-20, avenue Théophile-Gautier, à Paris (16e)[22] ;
- 1900-1901 : 102, rue de Belleville, à Paris (20e) ;
- 1900 : 20, avenue de Wagram, à Paris (8e) ;
- 1901 : 9, rue Gros, à Paris (16e)[22] ;
- 1901 : 210, rue du Faubourg-Saint-Denis, à Paris (10e)[7] Cité dans le PLU du 10e arrondissement[23] ;
- 1901 : 109, rue de Sèvres, à Paris (6e) ;
- 1901 : 31, avenue de Versailles, à Paris (16e) ;
- 1902 : 7, rue Lekain, à Paris (16e). Cité dans le PLU du 16e arrondissement[22], ainsi que dans l'ouvrage de François Loyer, Paris XIXe siècle[6] ;
- 1904 : 52, rue Eugène Carrière, à Paris (18e) ;
- 1904 : 76, rue du Docteur-Bauer, Saint-Ouen-sur-Seine[24] ;
- 1905 : 28-30, avenue Théophile-Gautier, à Paris (16e)[22] ;
- 1908 : 62, rue des Vignes, à Paris (16e) ;
- 1908 : 2, rue Chamfort, à Paris (16e)[22].

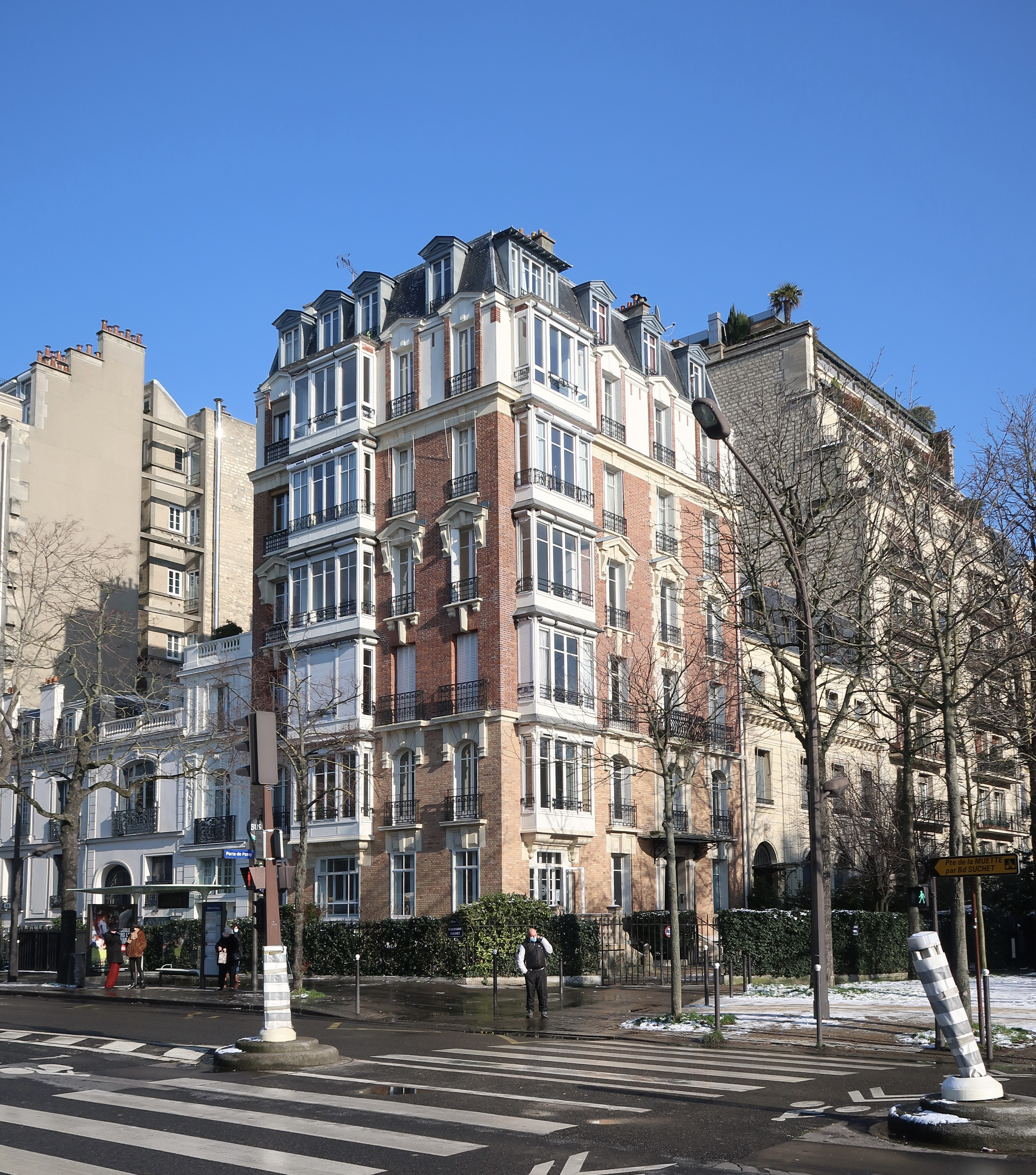
10, avenue Ingres/35, boulevard Suchet (1897).
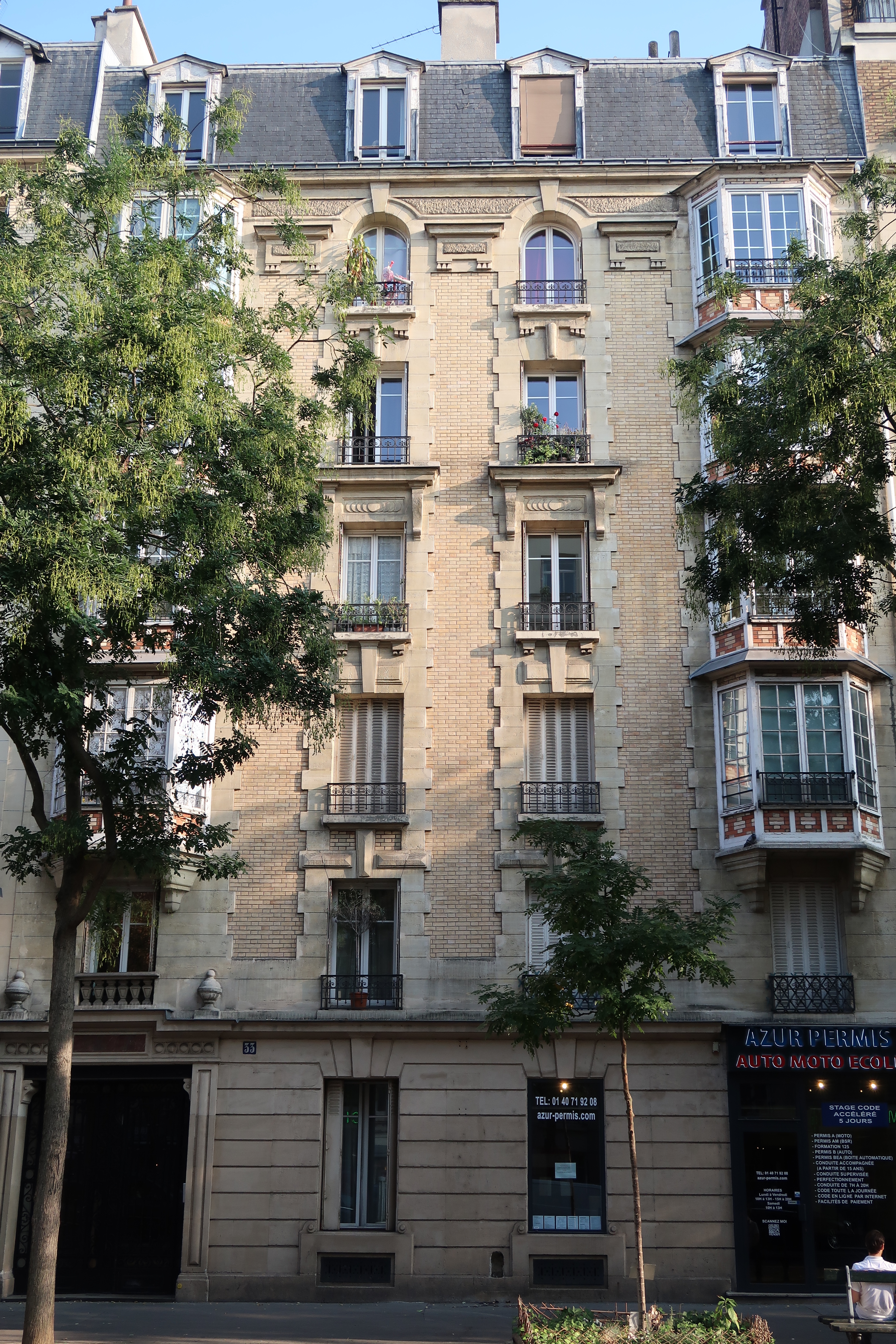
33, avenue de Versailles (1899).
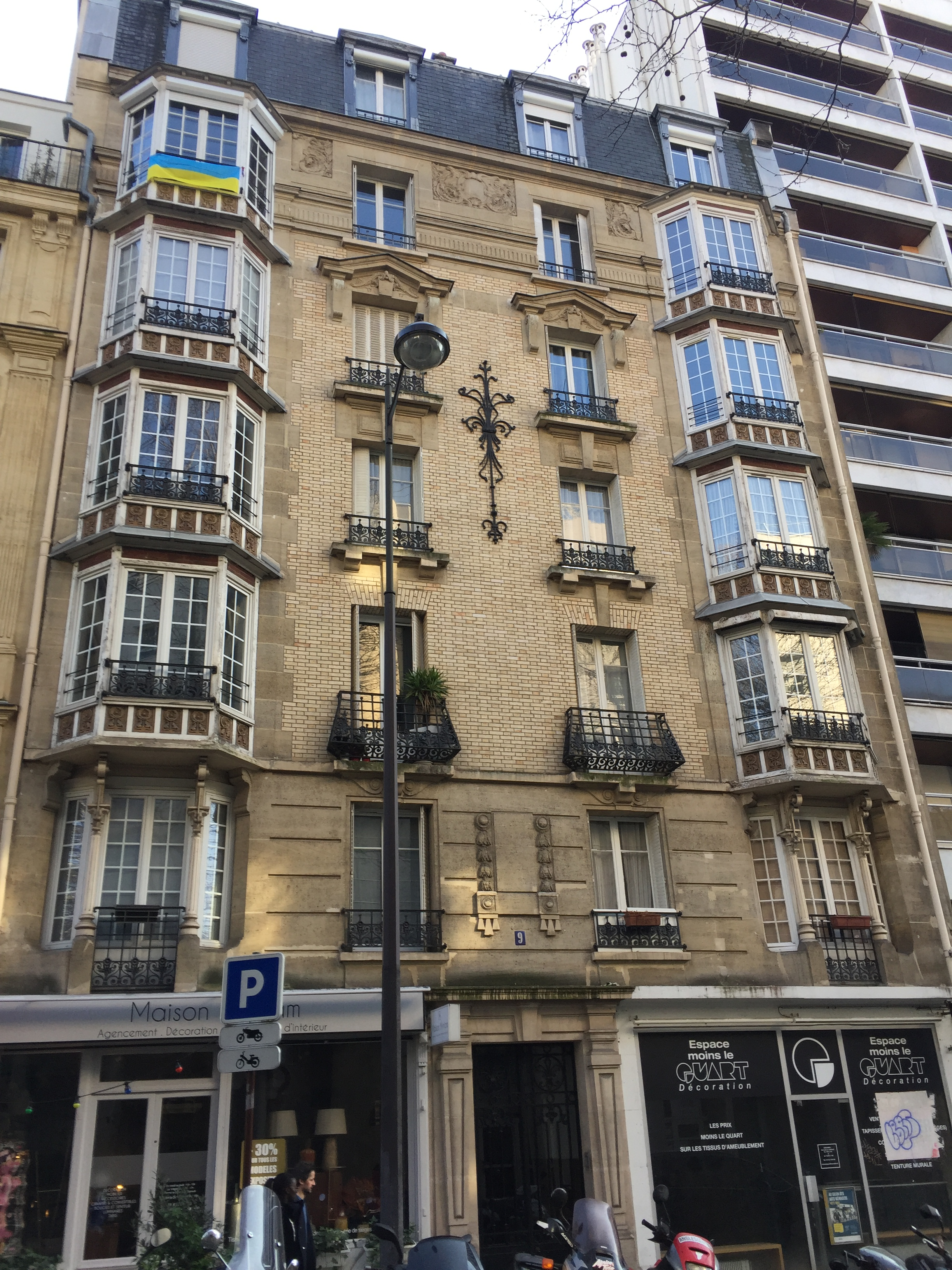
9, rue Gros (1901).
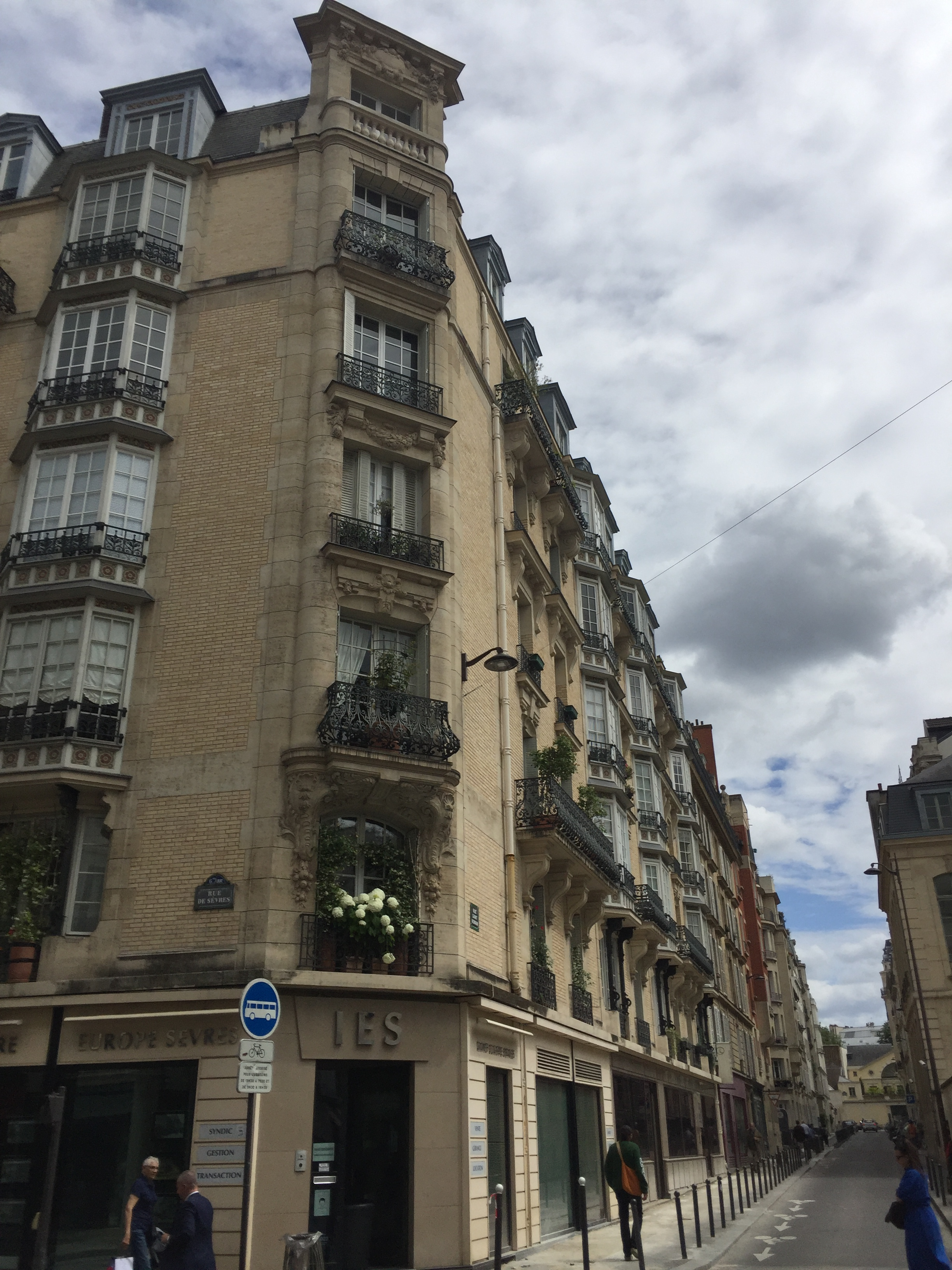
109, rue de Sèvres (1901).
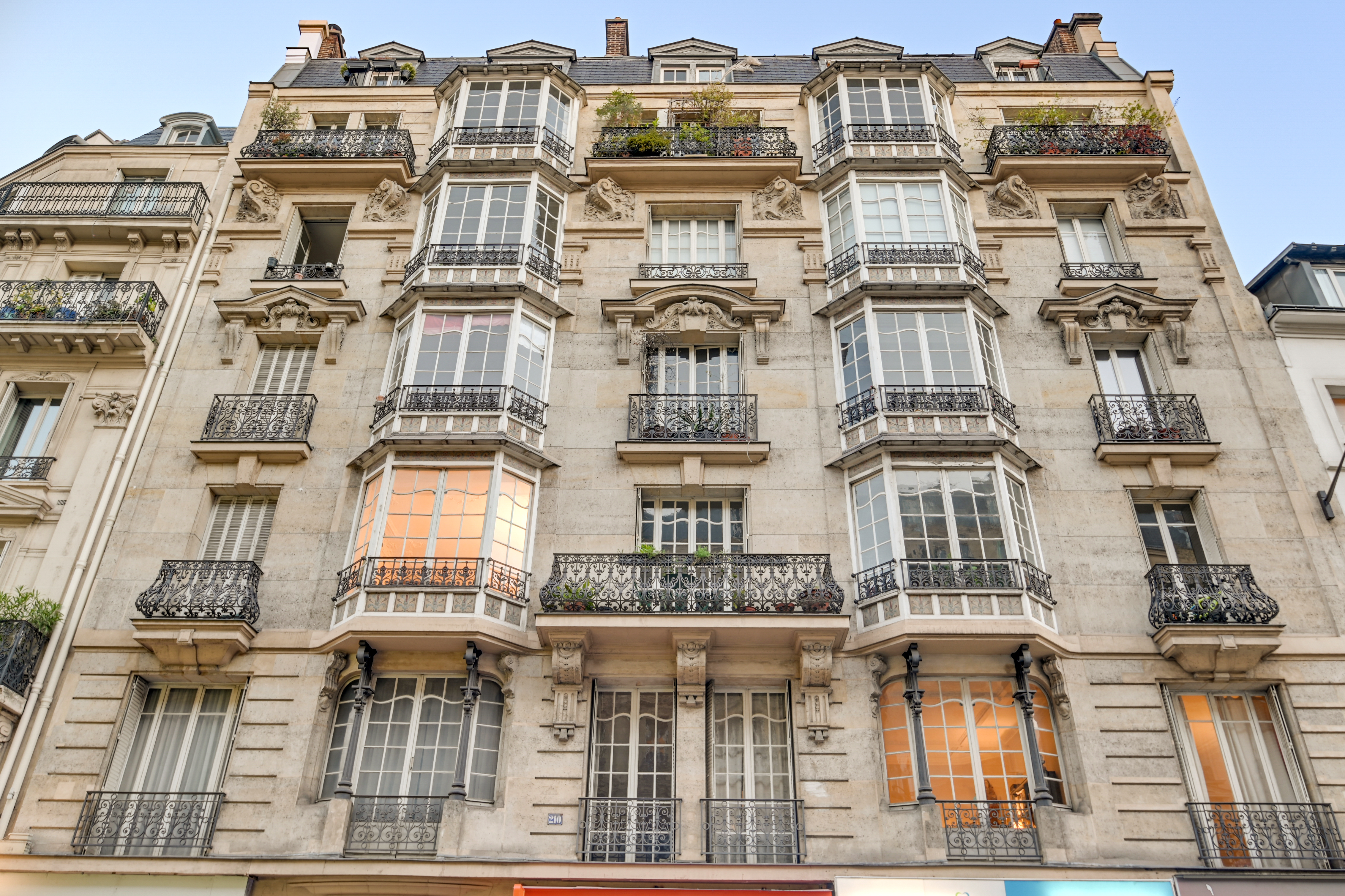
210, rue du Faubourg-Saint-Denis (1901).
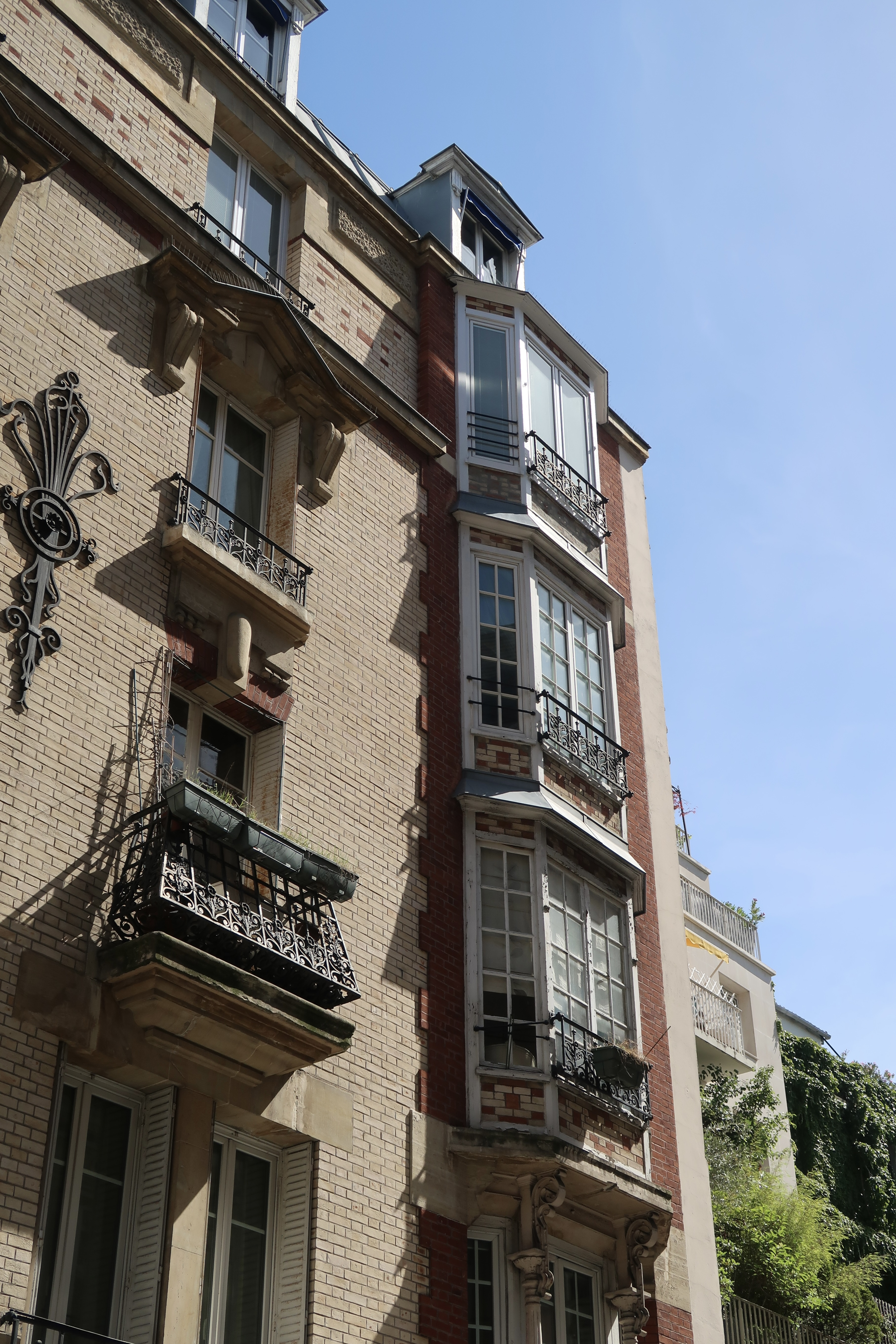
7, rue Lekain (1902).
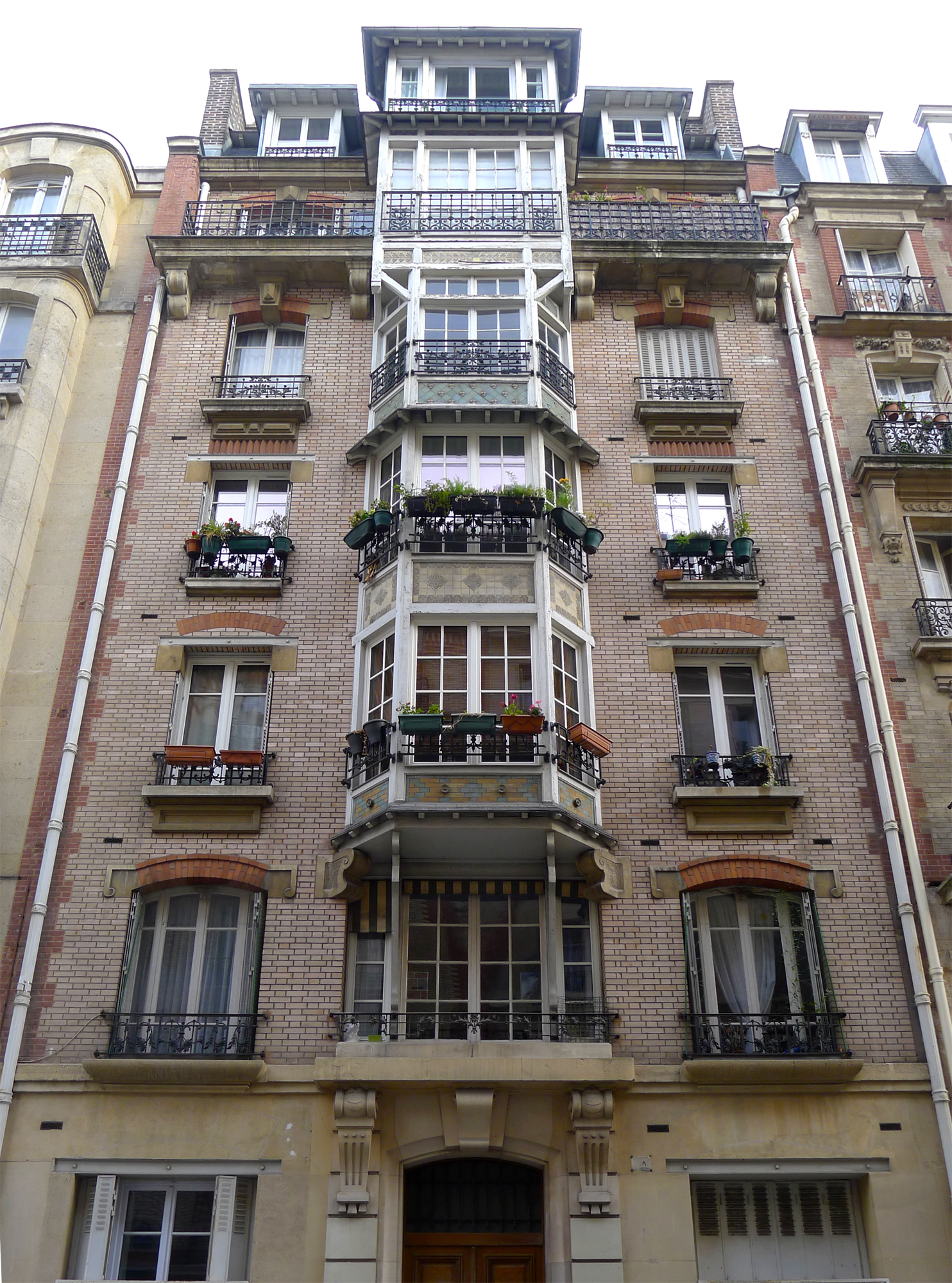
52, rue Eugène Carrière (1904).
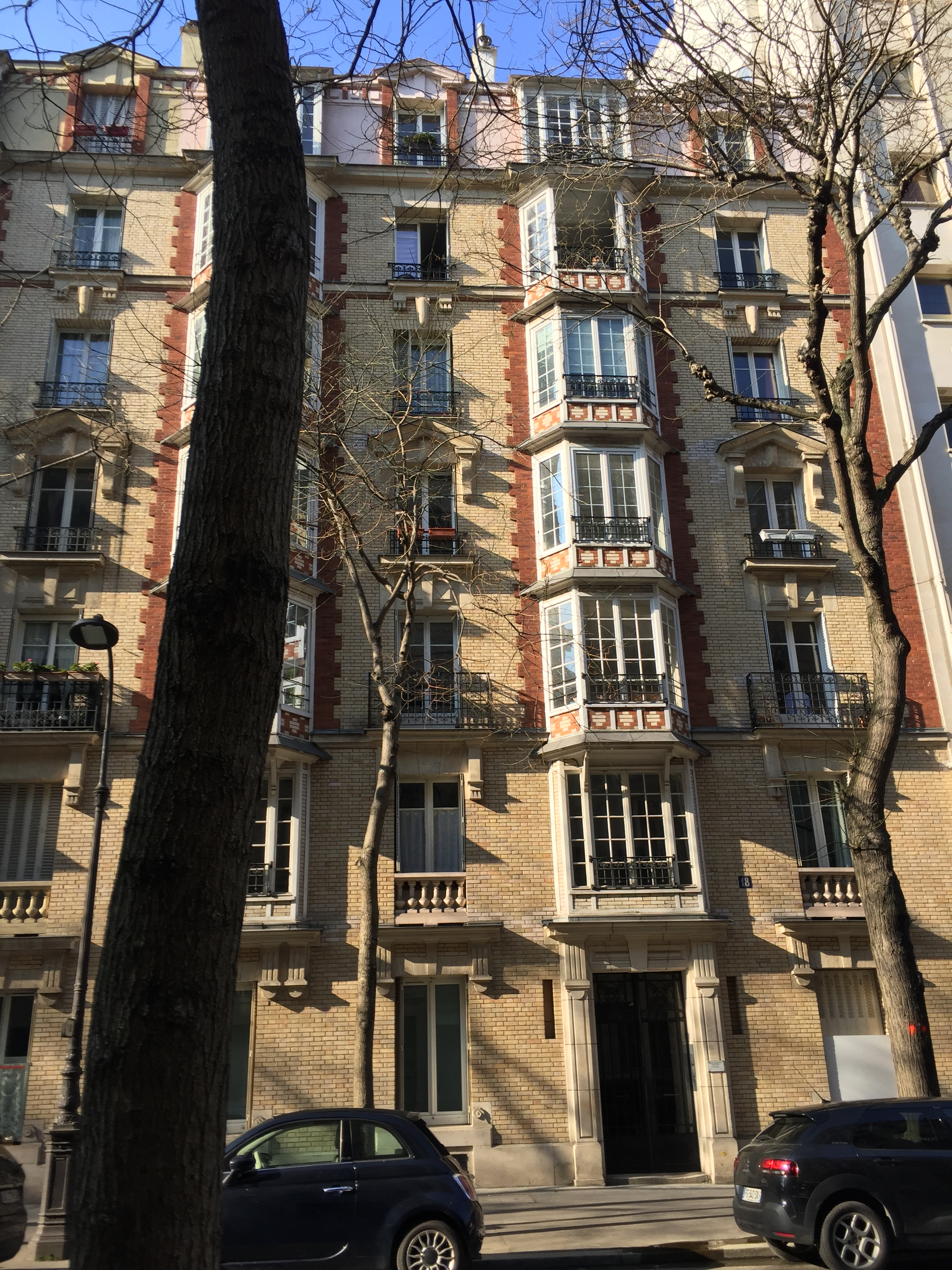
28-30, avenue Théophile Gautier (1905).
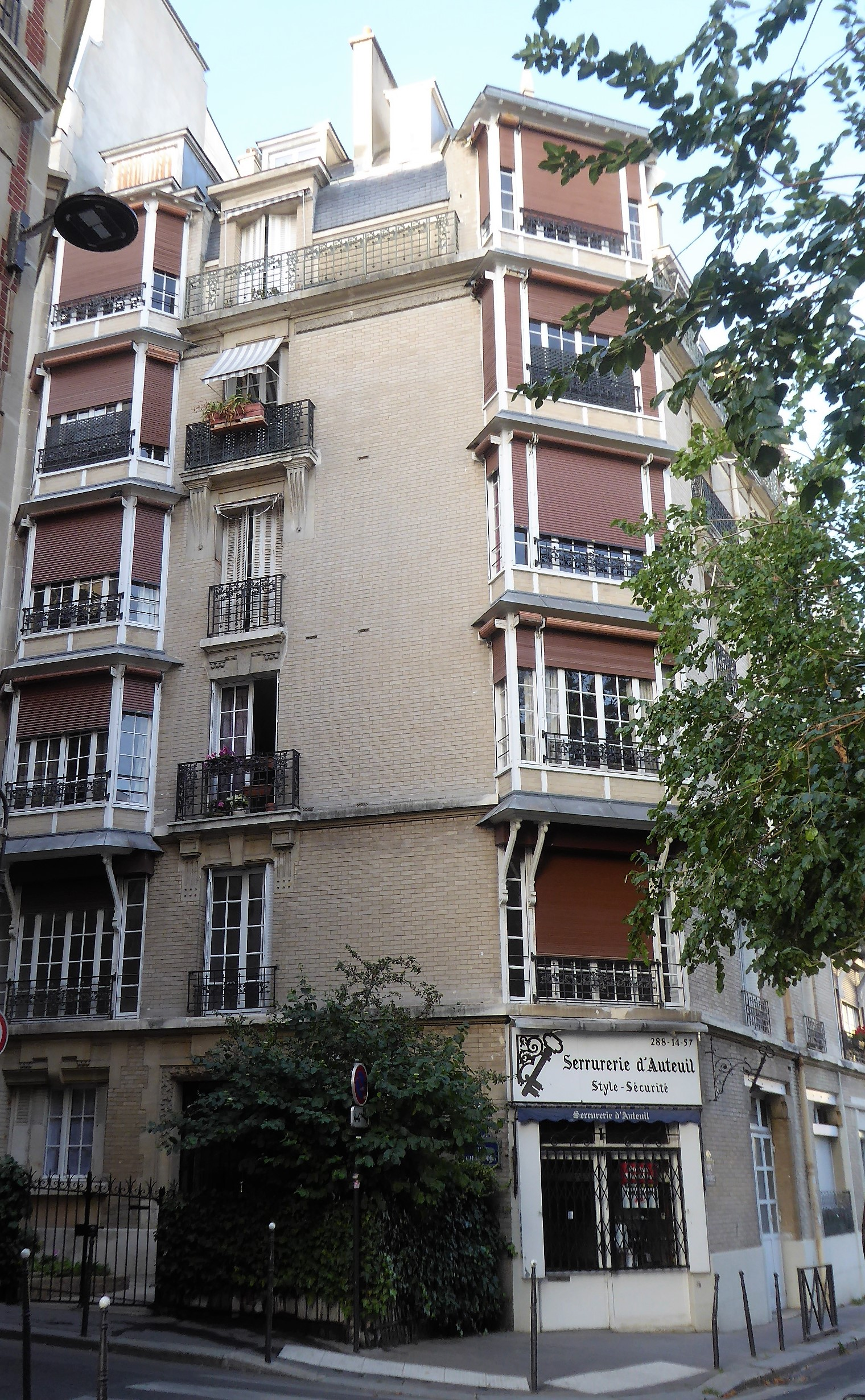
2, rue Chamfort (1908).

- 1908 : 21, rue de Longchamp, à Paris (16e) ;
- 1909 : hôtel particulier, 125, rue de la Faisanderie, à Paris (16e)[25] ;
- 1909 : hôtel particulier, 7, square Thiers, à Paris (16e). Aujourd'hui ambassade de la Croatie ;
- 1910 : 3, rue Charles-Lamoureux, à Paris (16e) ;
- 1910 : 5, rue Charles-Lamoureux, à Paris (16e) ;
- 1911 : hôtel de Nozal, 17-21, quai Louis-Blériot, à Paris (16e) ;
- 1911 : hôtel particulier, 26 bis, rue de Lübeck, à Paris (16e) ;
- 1913 : 17, rue Louis-David, à Paris (16e) ;
- 1913 : 13, place Adolphe-Chérioux, 252, 254, 256, rue de Vaugirard, à Paris (15e) ;
- 1923 : hôtel particulier, 16, avenue Robert-Schuman, à Paris (7e). Les plans de l'hôtel ont été publiés à l'occasion d'une demande de surélévation rejetée par la Commission du Vieux Paris[26] ;
- 1924 : hôtel particulier, 6, rue du Conseiller-Collignon, Paris (16e).

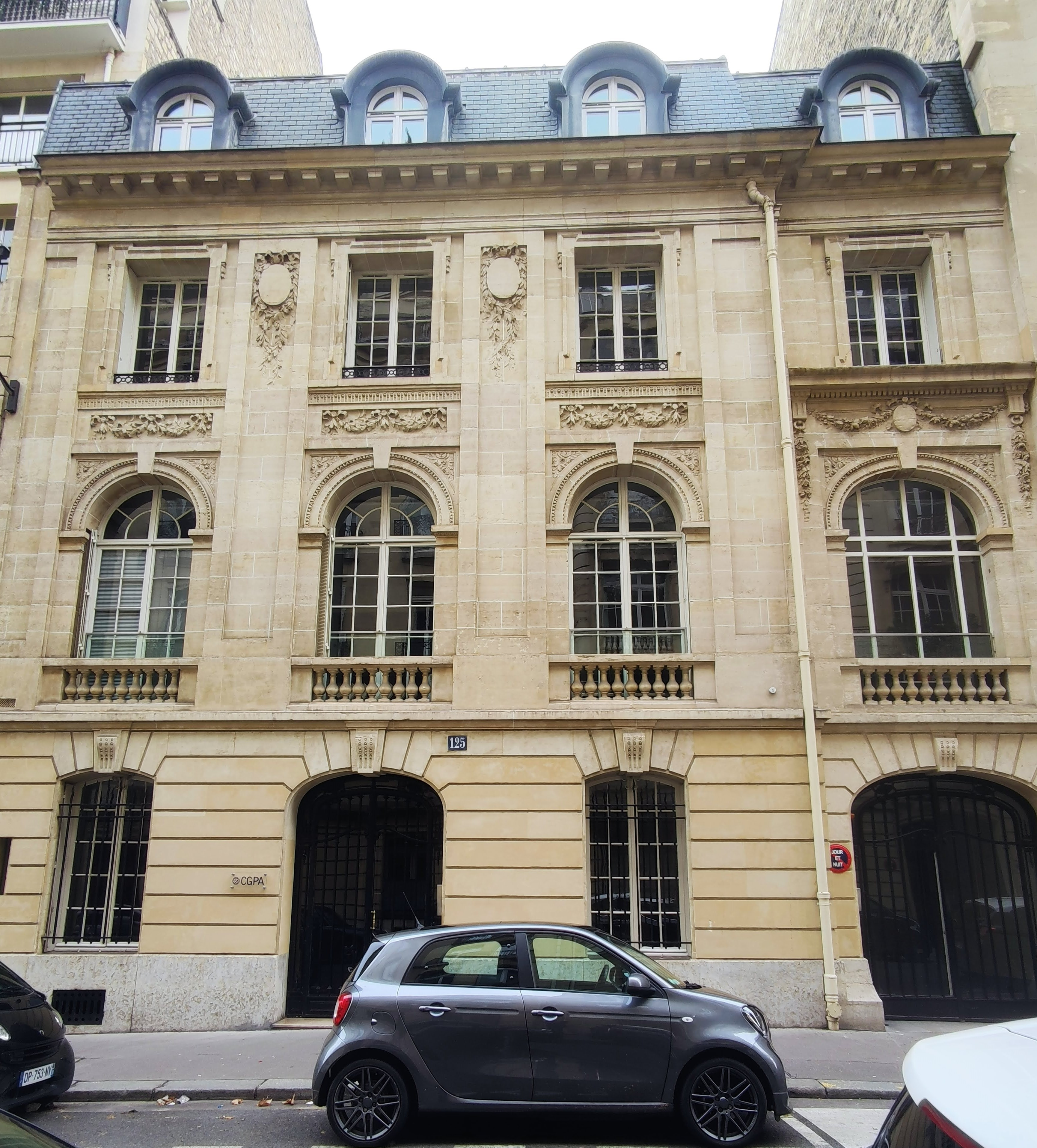
125, rue de la Faisanderie (1909).
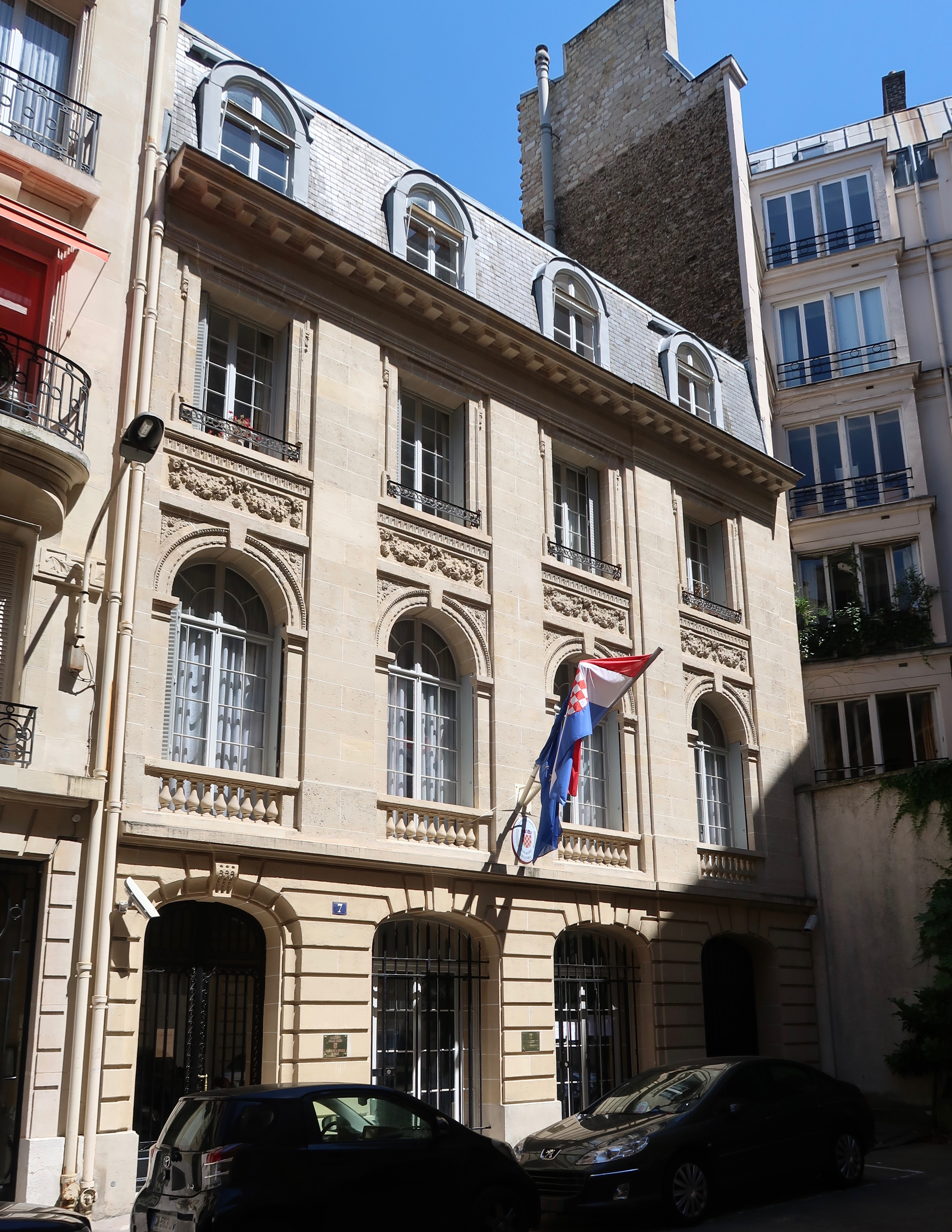
7, square Thiers (1909).
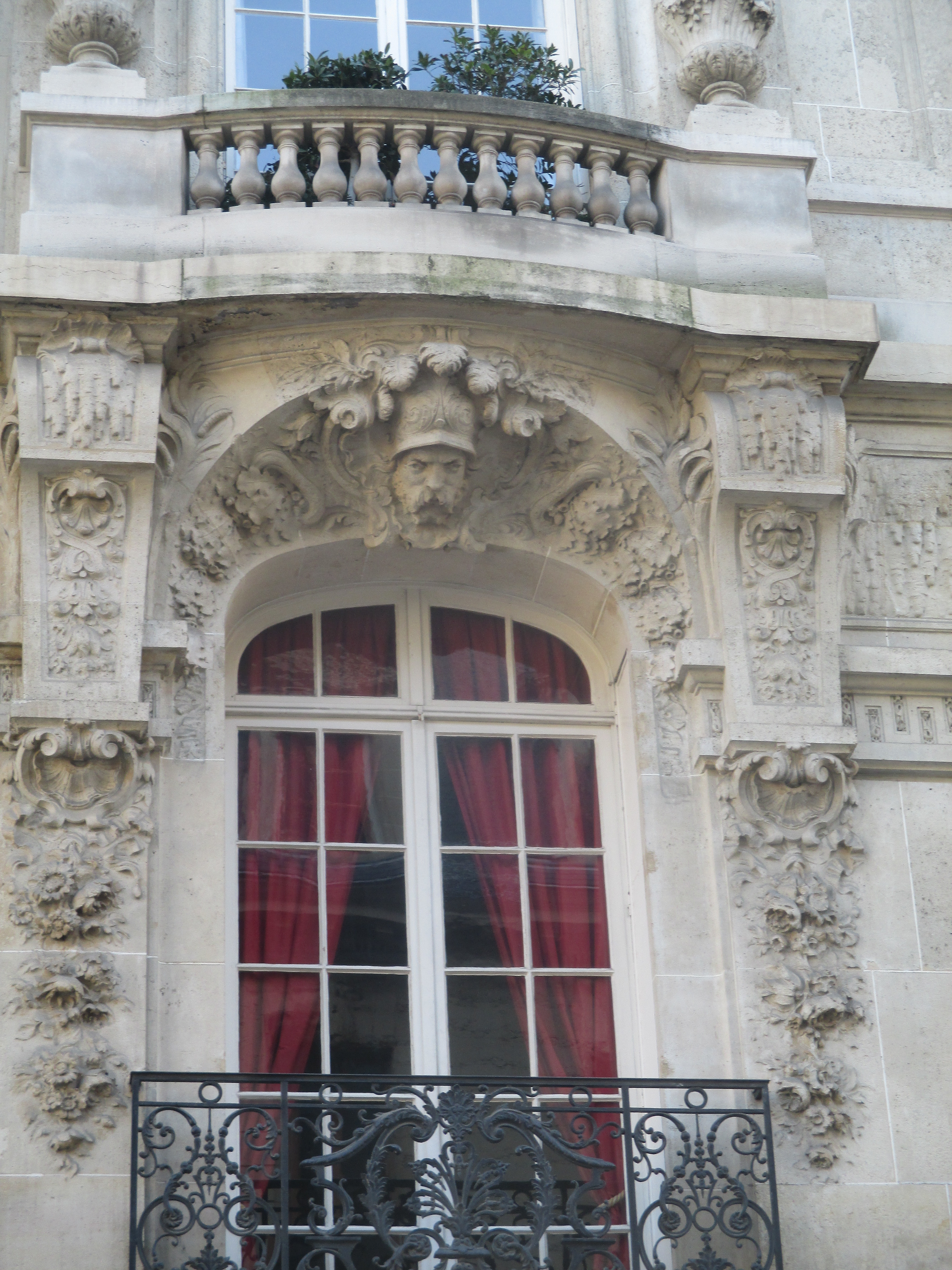
3, rue Charles Lamoureux (1910).
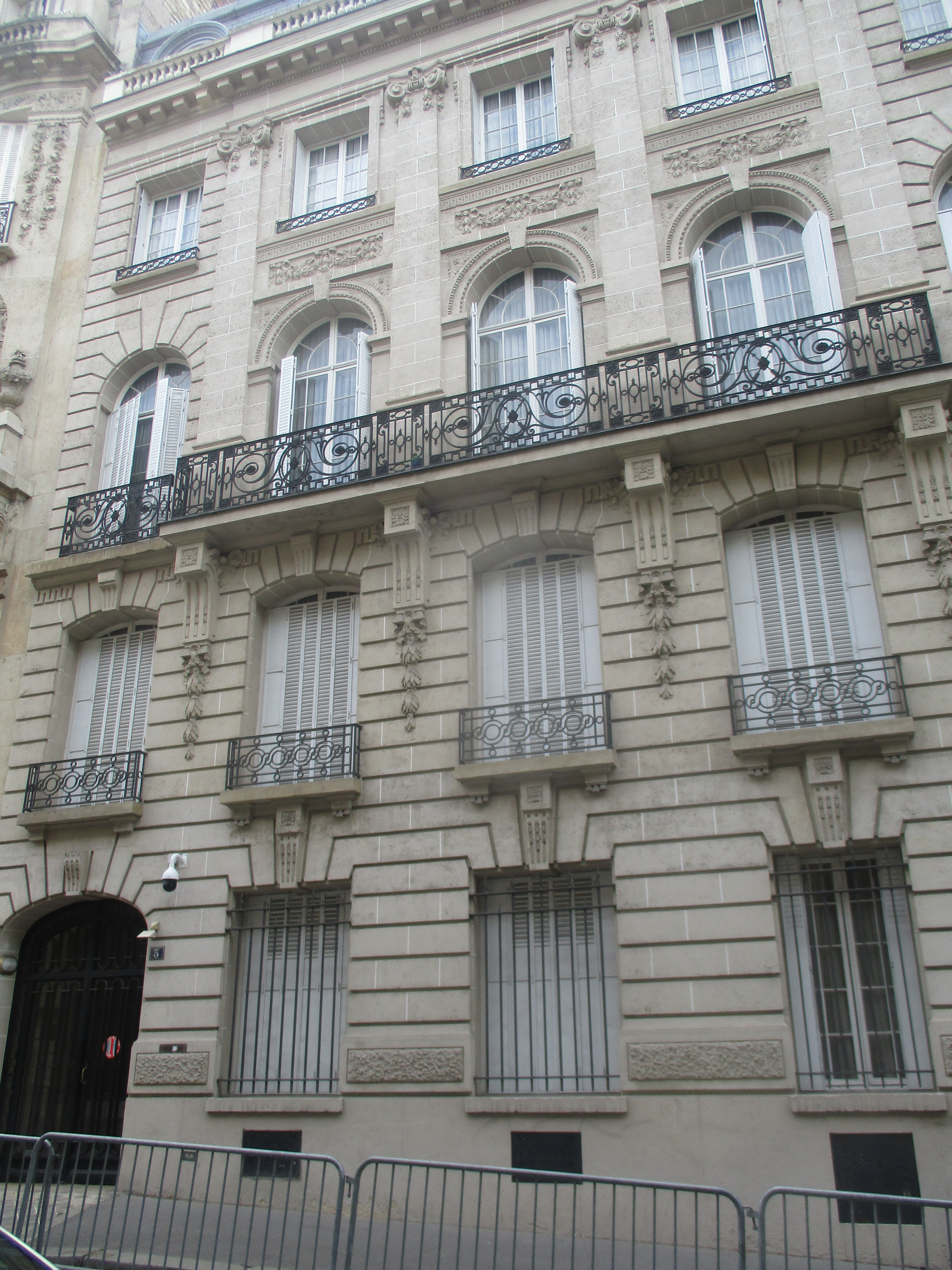
5, rue Charles Lamoureux (1910).
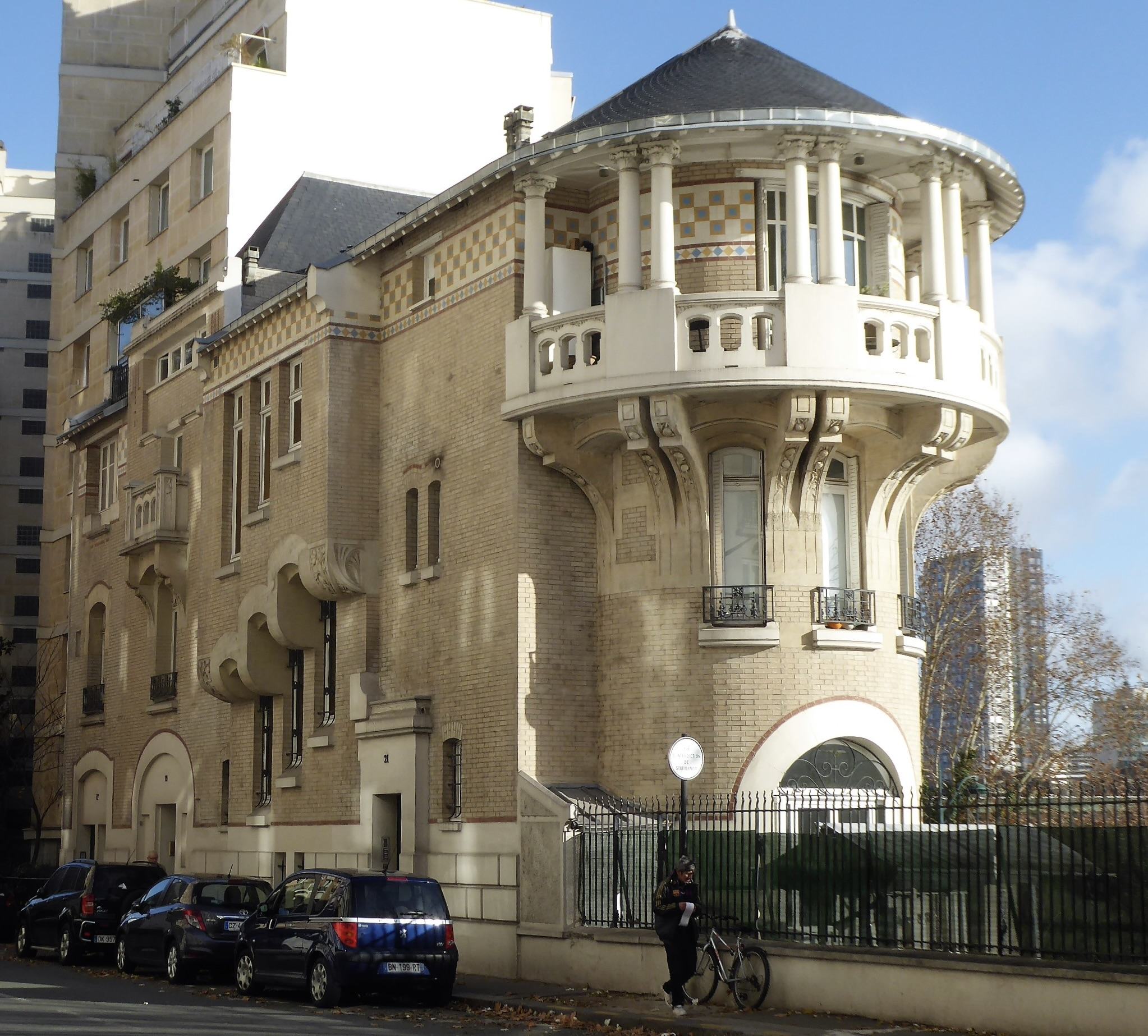
Hôtel Nozal, 17-21, quai Louis-Blériot (1911).
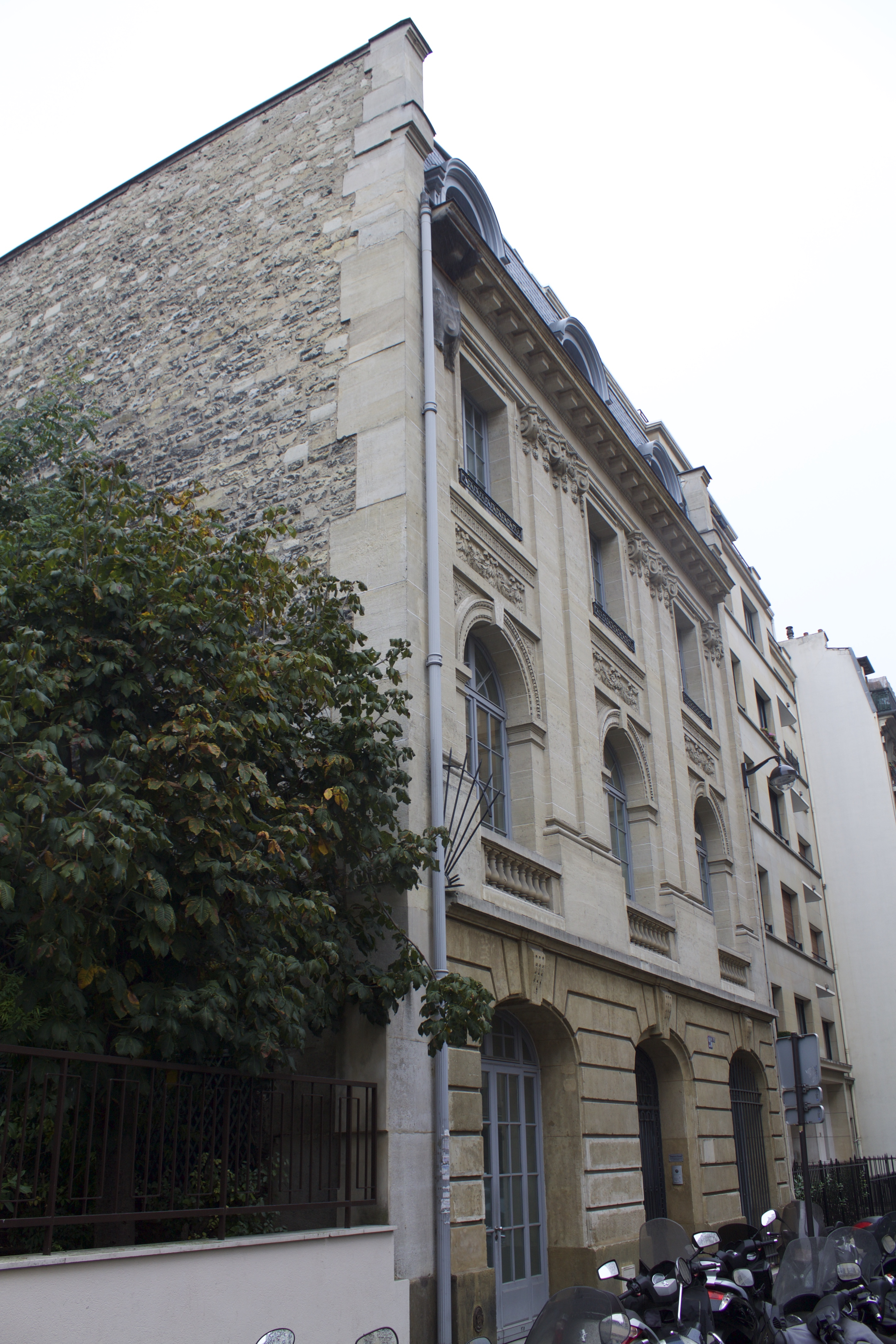
26, rue de Lübeck (1911).
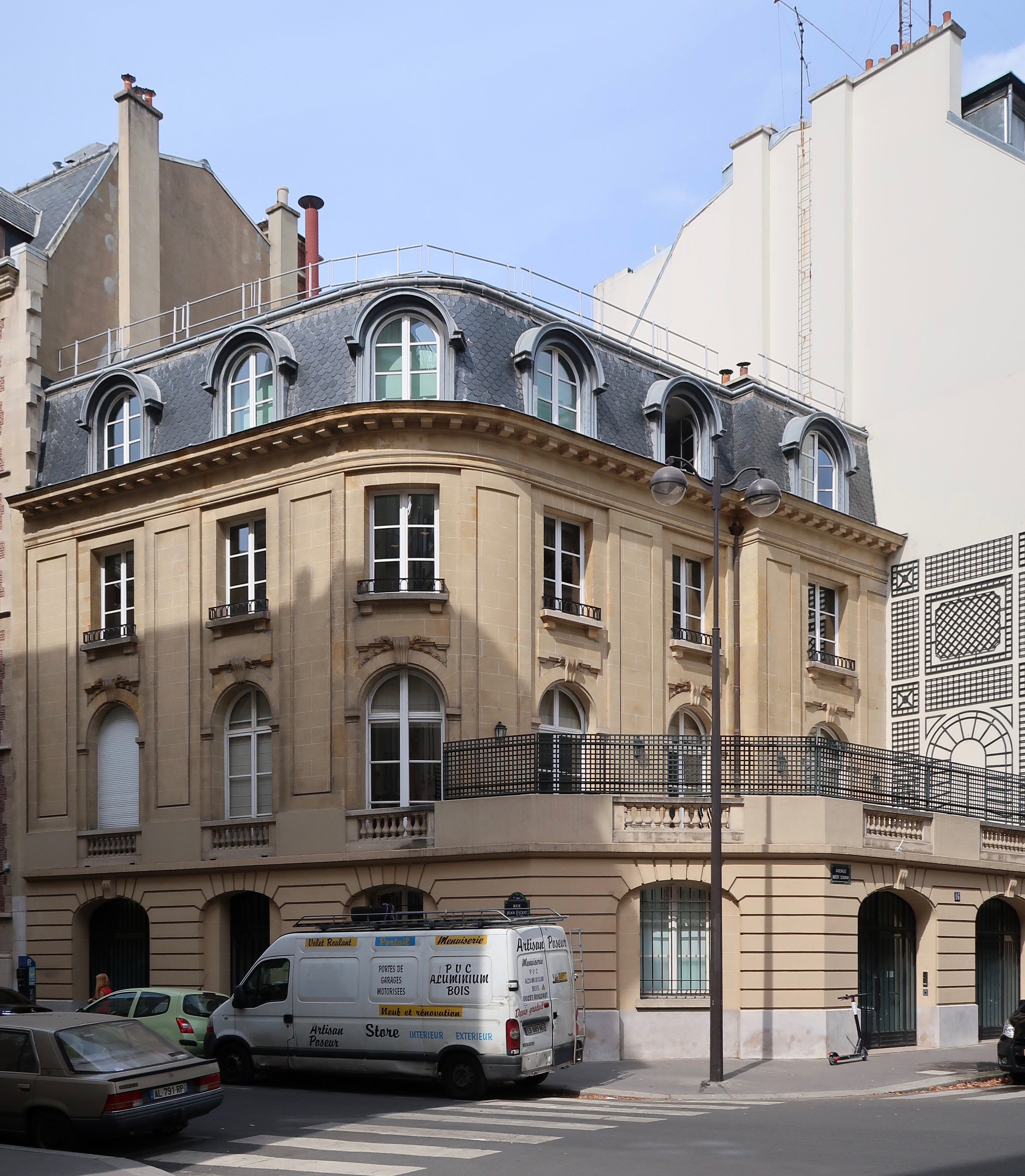
16, avenue Robert-Schuman (1923).
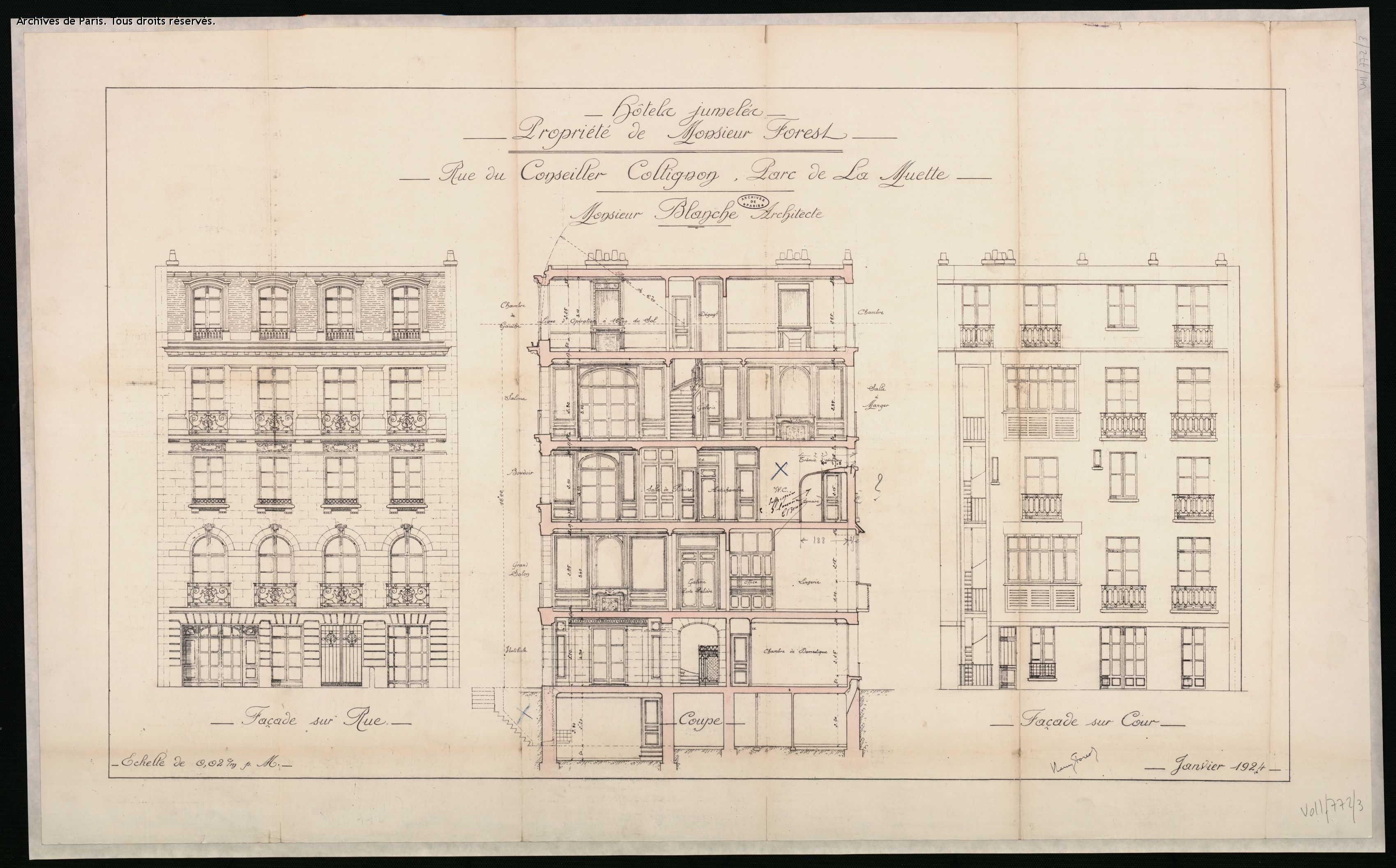
6, rue du Conseiller-Collignon (1924).

- 1928 : 18, rue Pierre-Guérin, Paris (16e) (en collaboration avec son fils) ;
- 1929 : immeuble de rapport, 9, rue Blanqui, Saint-Ouen-sur-Seine (en collaboration avec son fils) ; immeuble surélevé d'un étage en 1939 par Gabriel Blanche[24].

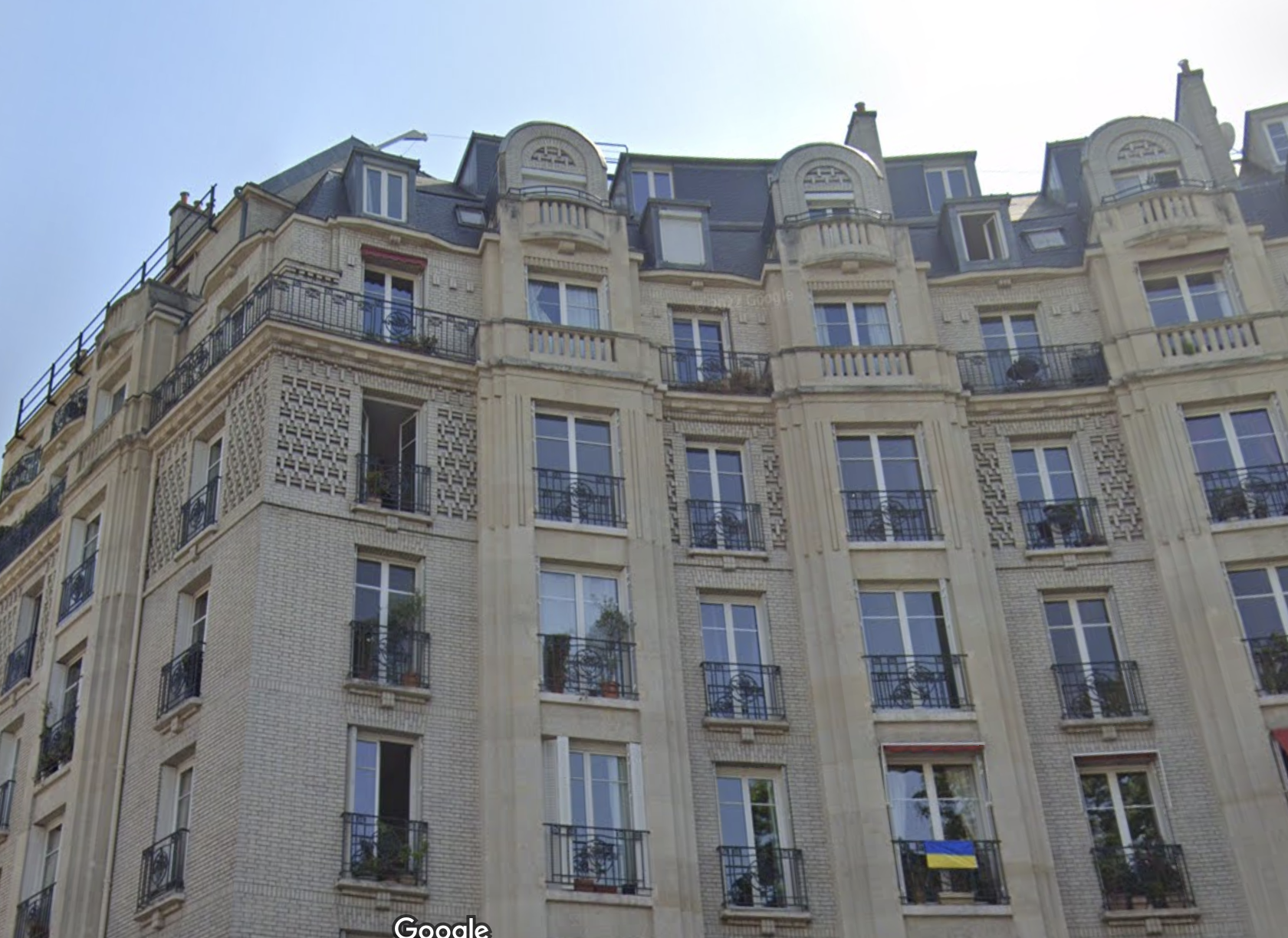
18, rue Pierre-Guérin (1928).

- 1935 : immeuble de rapport, 8-10, avenue de Breteuil, à Paris (7e) (en collaboration avec son fils Gabriel)[27] ;
- 1935 : immeuble de rapport, 44, quai Louis-Blériot, 16e arrondissement (en collaboration avec son fils)[28] ;
- 1936 : immeuble de rapport, 60, rue de Lisbonne, 8e arrondissement (en collaboration avec son fils)[28],[29] ;
- 1937 : immeuble de rapport, 58, avenue Montaigne, 8e arrondissement (en collaboration avec son fils)[28] ;
- 1938 : 15, rue du Conseiller-Collignon, à Paris (16e) (en collaboration avec son fils) ;
- 1938 : 11, rue d'Odessa, à Paris (14e) (en collaboration avec son fils)[30].

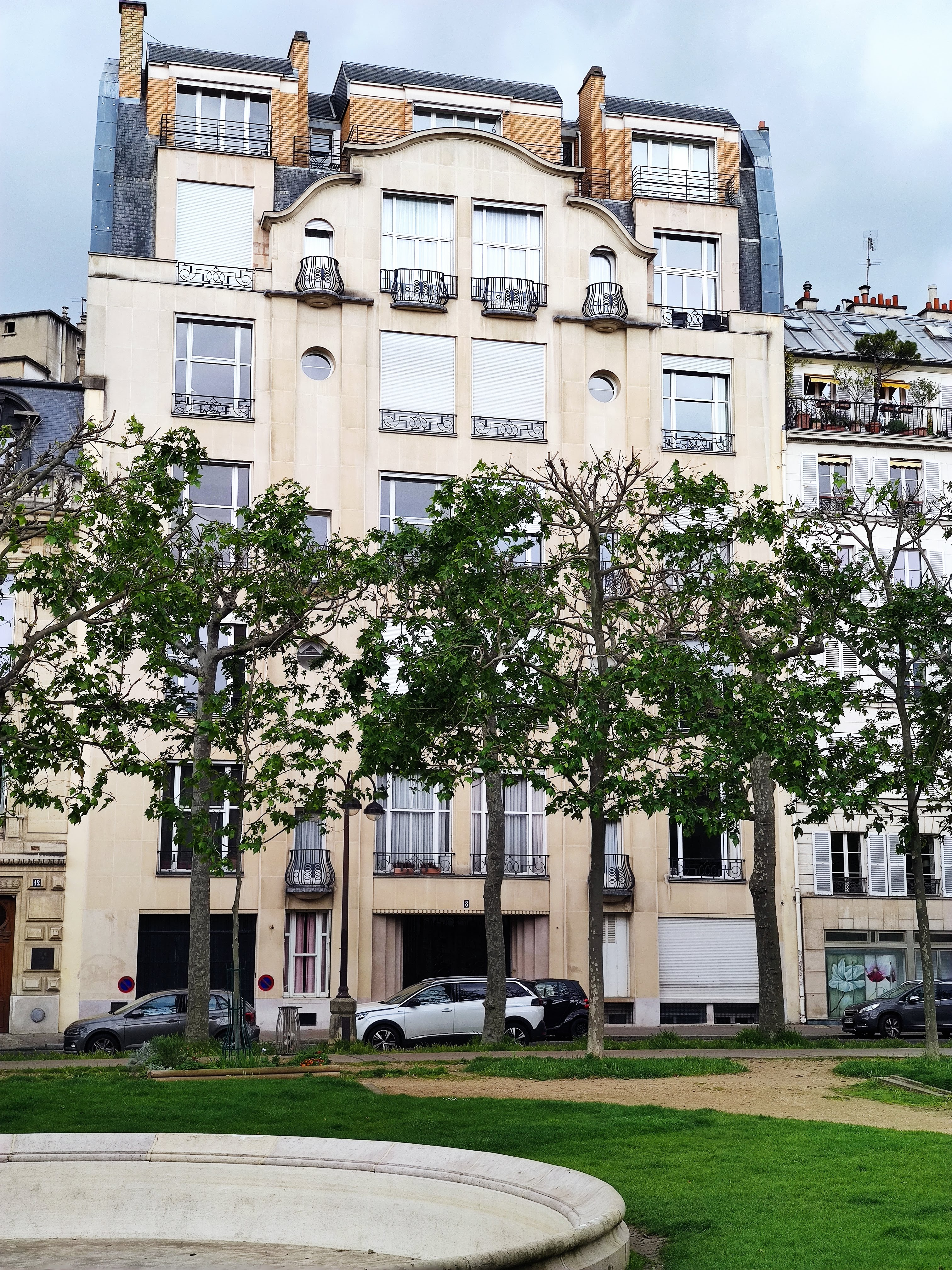
8-10, avenue de Breteuil (1935).
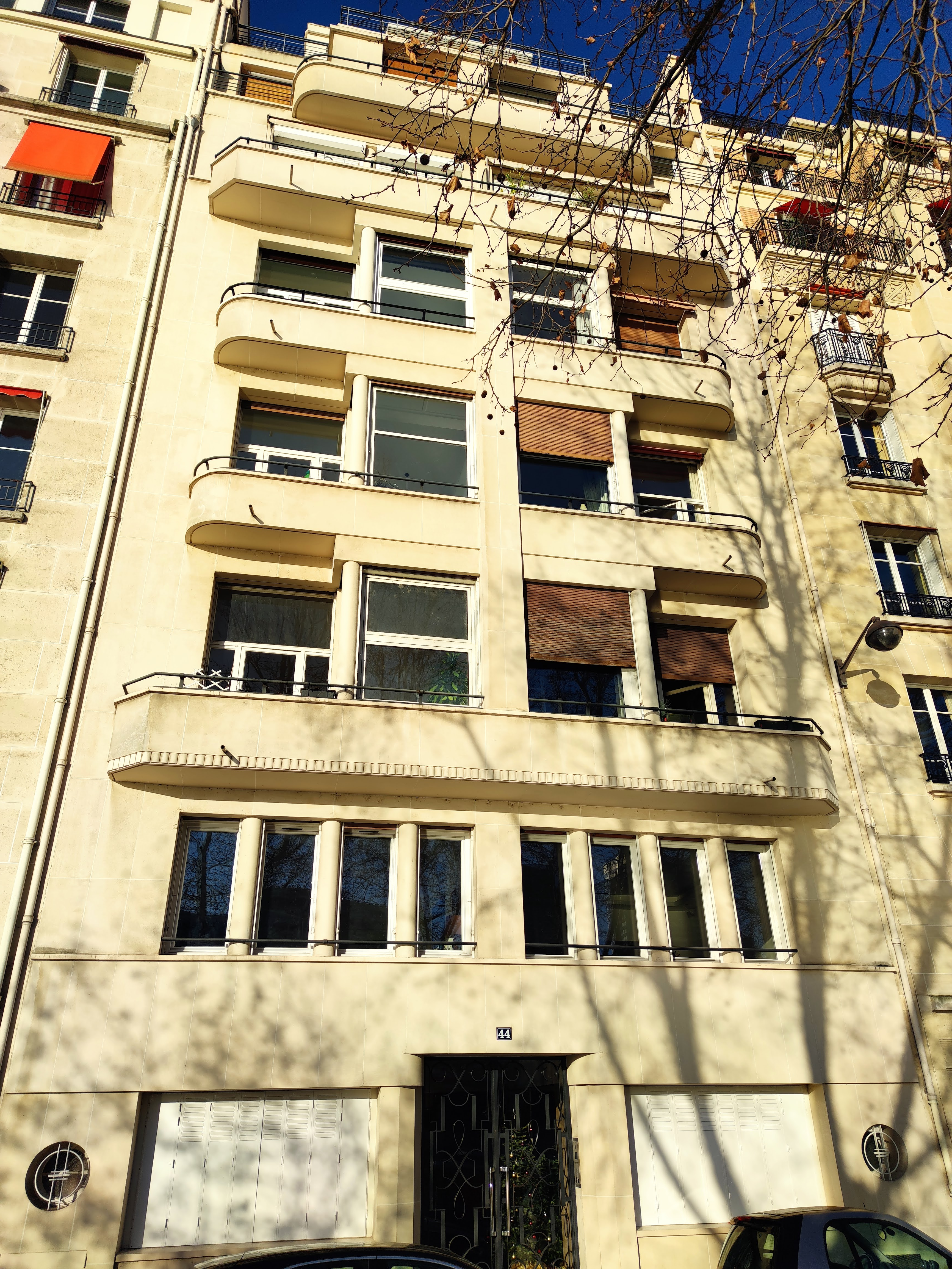
44, quai Louis-Blériot (1936).
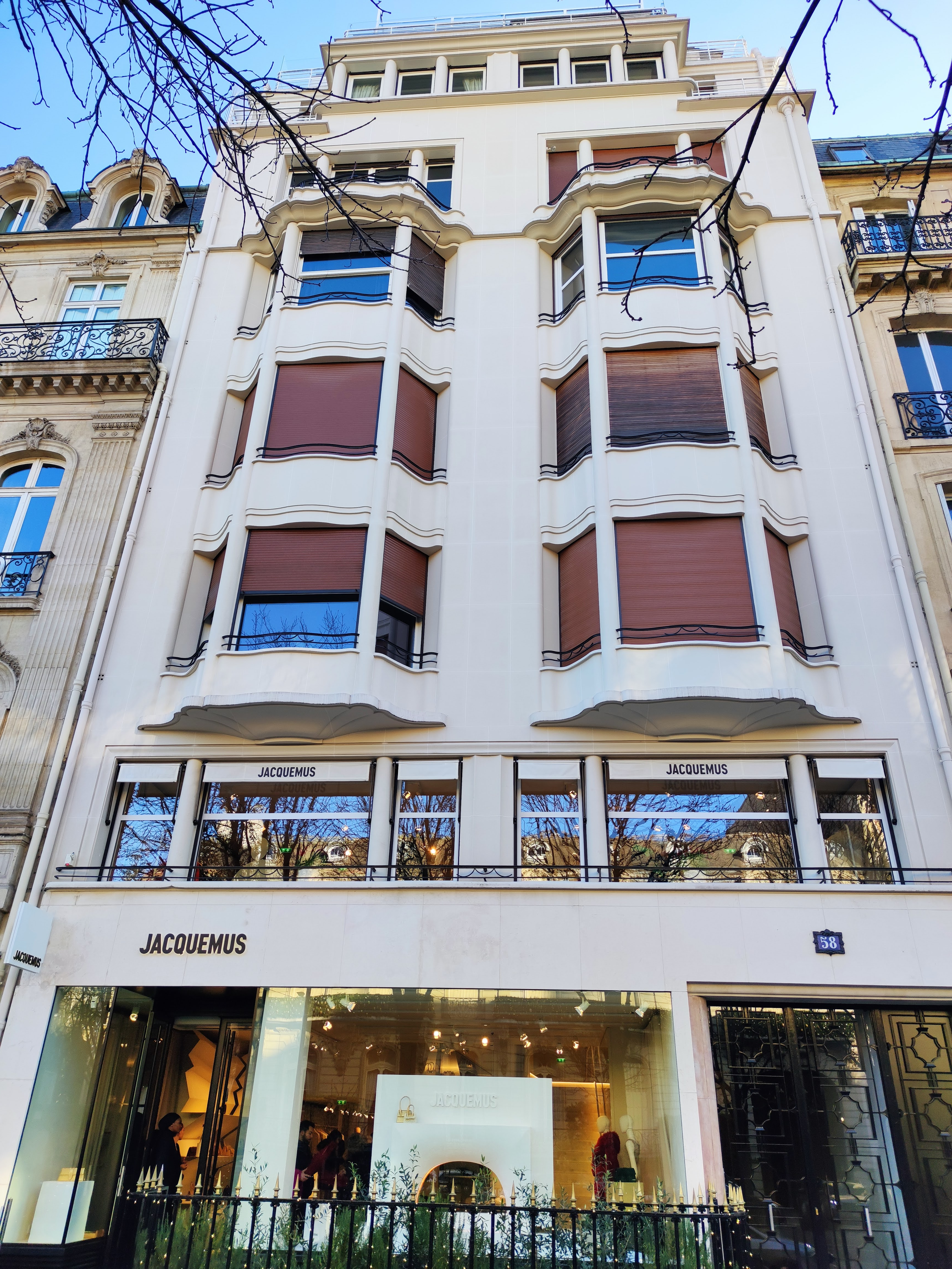
58, avenue Montaigne (1937).
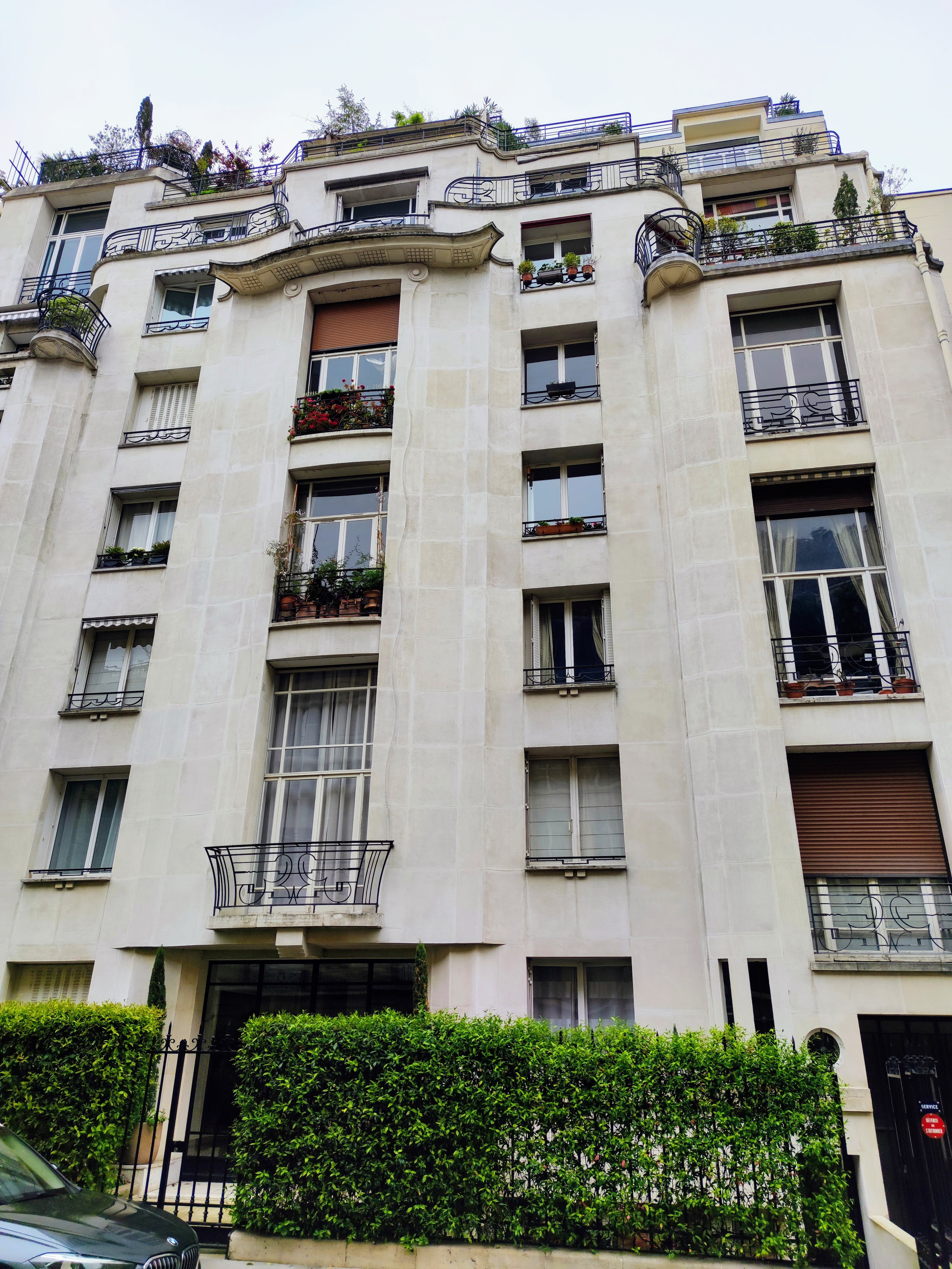
15, rue du Conseiller-Collignon (1938).